# Bernhard Rode

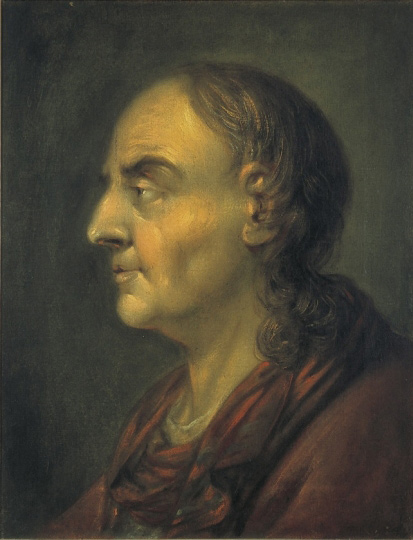
Bernhard Rode, Selbstbildnis, 1786, Gleimhaus Halberstadt

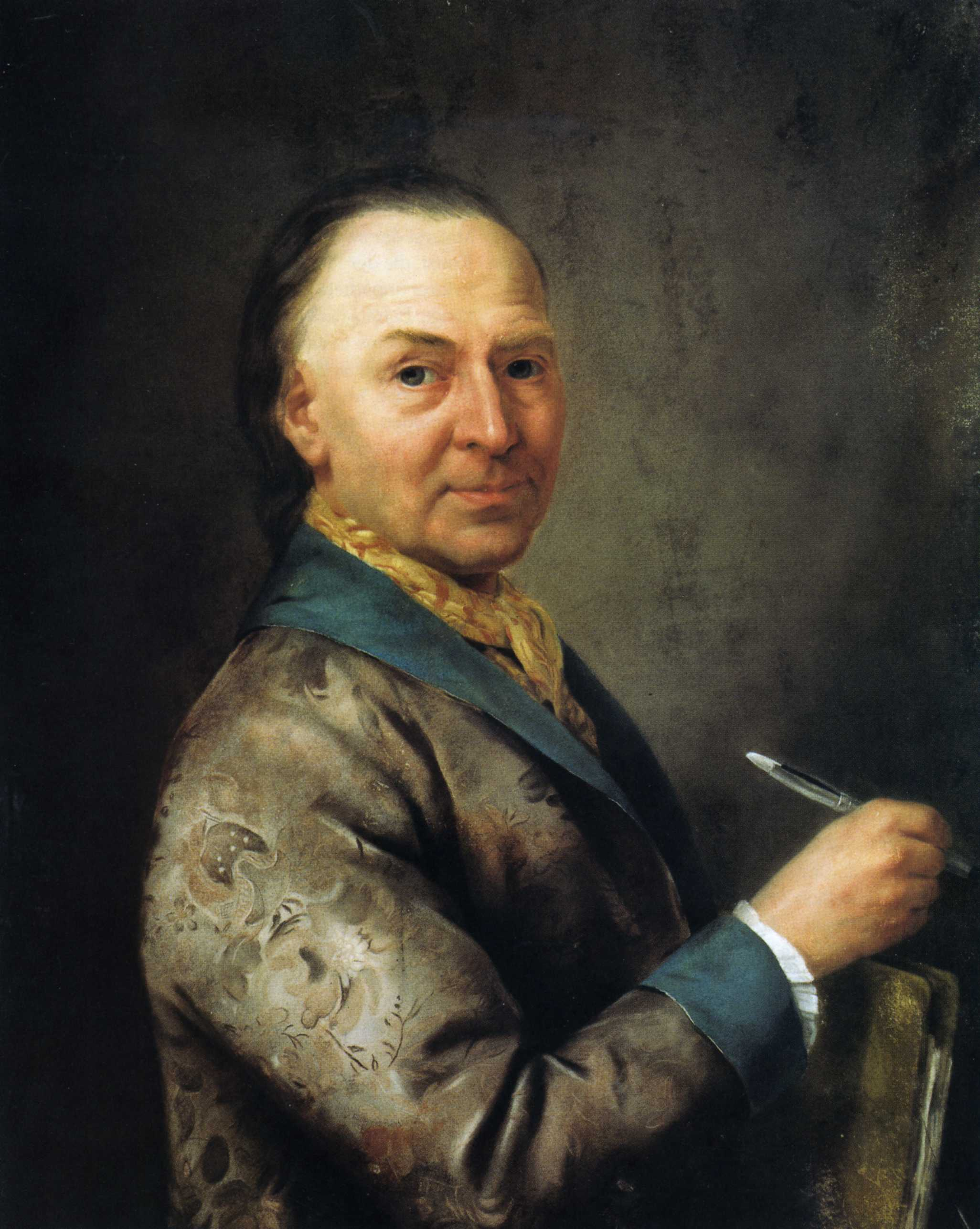
Bildnis des Christian Bernhardt Rode von Henriette-Félicité Tassaert, wohl 1787

Christian Bernhard Rode (* 25. Juli 1725 in Berlin; † 28. Juni 1797 in Berlin) war ein Berliner Historienmaler und Radierer in der zweiten Hälfte des 18. Jahrhunderts. Er gehörte zu den bedeutenden Künstlern des Friderizianischen Rokoko und stand in enger Verbindung zu den bestimmenden Persönlichkeiten der Berliner Aufklärung und zu deren Gedankengut, das er durch seine Werke zu verbreiten suchte.

## Biographisches

### Lehr- und Reisejahre

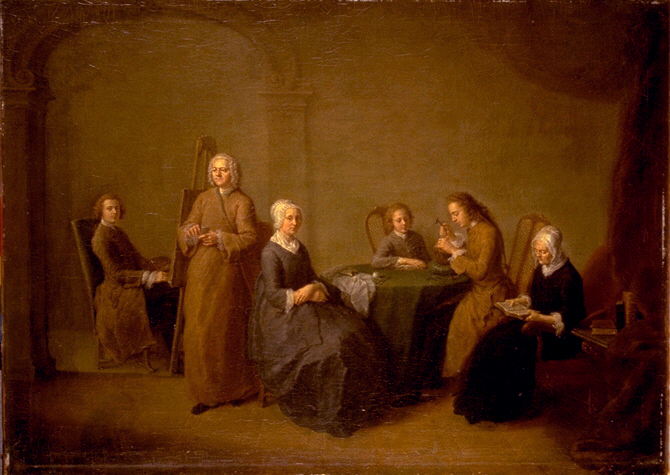
Selbstbildnis mit Familie, um 1745

Rode war der Sohn des Goldschmieds Christian Bernhardt Rode und dessen Ehefrau Anna Sophie. Der Kupferstecher Johann Heinrich Rode und der Kunsttöpfer Philipp Rode waren seine Brüder. Die frühesten künstlerischen Unterweisungen erhielt Bernhard durch seinen Vater, den ersten Zeichenunterricht durch einen sonst kaum bekannten Maler namens N. Müller. Wichtig für seine berufliche Entwicklung wurde die vierjährige Ausbildung in der Werkstatt des Hofmalers Antoine Pesne, damals der einflussreichste Maler in Berlin und Brandenburg. Während dieser Lehrzeit stand die Porträtmalerei im Mittelpunkt. 1748 begann Rode eine mehrjährige Studienreise. In Paris arbeitete er 18 Monate lang in den Werkstätten von Jean Restout dem Jüngeren und Charles André van Loo (auch Carle van Loo oder Vanloo genannt), er lernte Jean-Baptiste Deshayes kennen und entwickelte seine Neigung zur Historienmalerei. In Venedig und Rom studierte er die alten Meister. 1755 oder 1756 kehrte er nach Berlin zurück. Aus diesen Anfangsjahren sind nur wenige seiner Arbeiten bekannt.

### Leben in Berlin

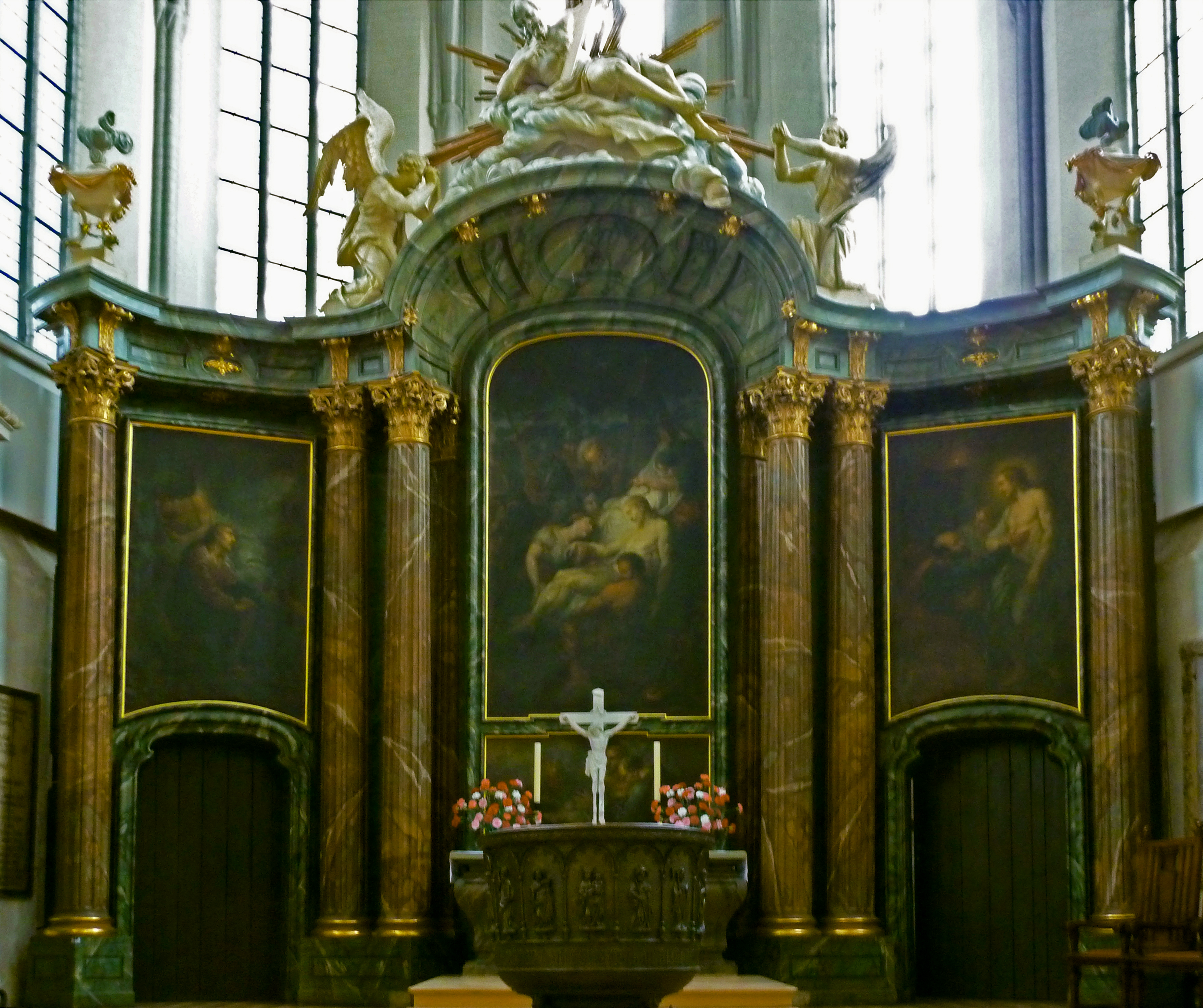
Altarbilder, Marienkirche Berlin

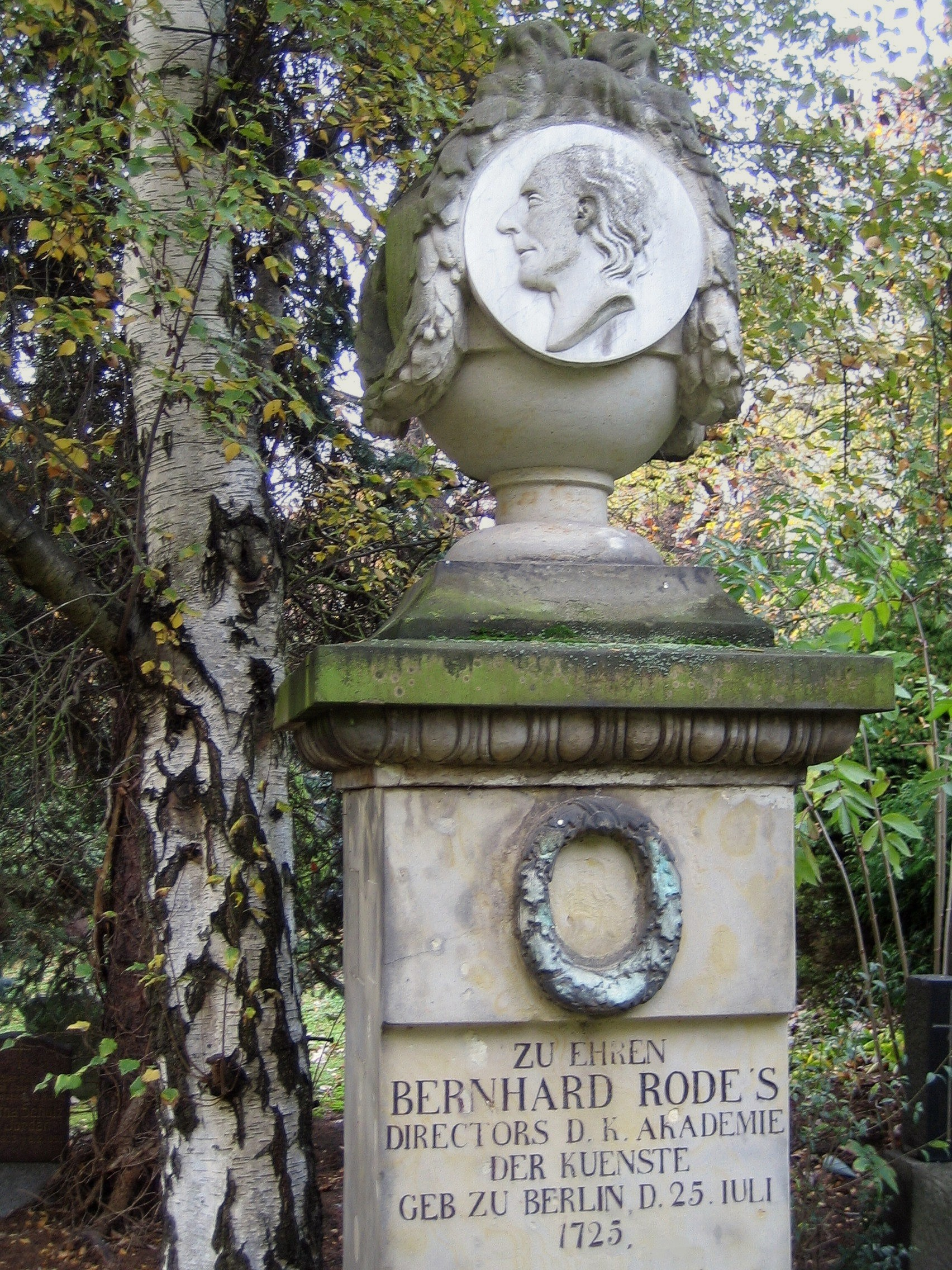
Grabmal, Teilansicht

1757 heiratete der Maler, die Ehe mit seiner Frau Sophie Luise blieb kinderlos. Durch eine Leibrente aus dem Vermögen seines Vaters war Rode finanziell unabhängig – eine Besonderheit in jener Zeit, als Künstler ihr Berufsleben fast immer in direkter Abhängigkeit von ihren Auftraggebern verbrachten. Rode dagegen konnte Arbeitstechniken, Formate und Themen seiner Werke weitgehend selbst bestimmen. Er konnte es sich leisten, Bilder zu verschenken – ländliche Kirchen in Brandenburg erhielten Altarbilder von ihm, seine eigene Kirchengemeinde beschenkte er mit vier Gemälden, die noch heute in der Marienkirche in Berlin-Mitte vorhanden sind. Weil er den Unterricht in der Akademie der Künste (damals noch „Königlich-Preußische Akademie der Künste und der Mechanischen Wissenschaften“) unter ihrem Direktor Blaise Nicolas Le Sueur völlig unzulänglich fand, richtete er in seinem Haus einen privaten Zeichensaal ein, den auch Daniel Chodowiecki regelmäßig besuchte.
Seit etwa 1785 hatte Rode ernsthafte gesundheitliche Probleme, blieb aber bis kurz vor seinem Tod künstlerisch aktiv. 1797 wurde er auf dem Schützenkirchhof, dem Friedhof der St.-Nikolai- und der St.-Mariengemeinden in der Berliner Königsstadt beerdigt. Als der zentral gelegene, kleine Friedhof aufgegeben und überbaut wurde, erhielt Rode ein Grab auf dem neu angelegten St.-Marien- und St.-Nikolai-Friedhof I an der Prenzlauer Allee; die Akademie der Künste sorgte 1852 für ein Grabmal mit Porträtmedaillon. Das Grab ist seit 1994 als Ehrengrab der Stadt Berlin gewidmet.

### Freund der Berliner Aufklärer

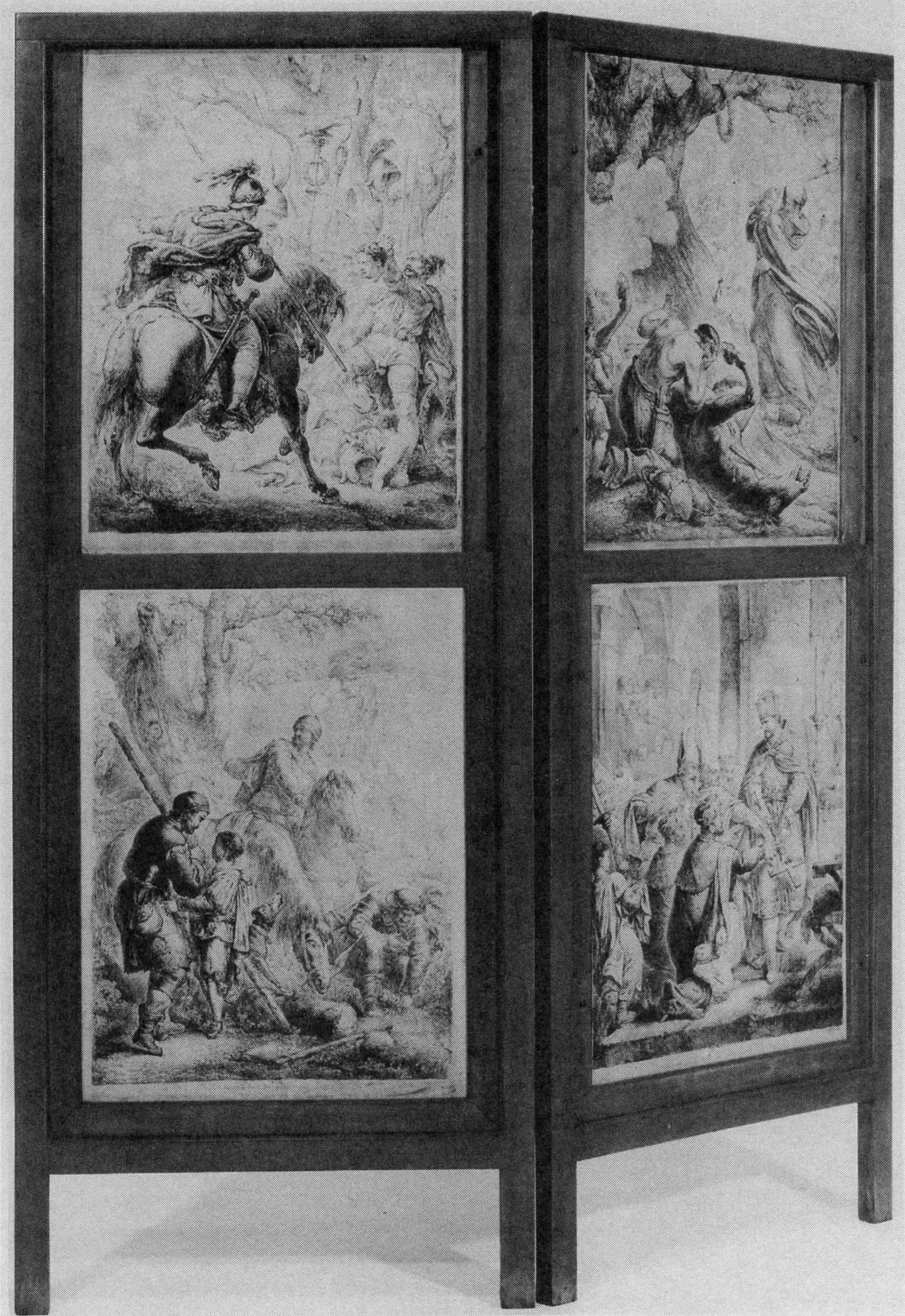
Kaminschirm mit Radierungen aus deutscher Geschichte im Gotischen Haus, Wörlitz

Zentrum der Berliner Aufklärung war seit etwa 1750 eine gelehrte Gesellschaft von Freunden um den Verleger und Schriftsteller Friedrich Nicolai – der Dichter und Philosoph Karl Wilhelm Ramler, die Philosophen Johann Georg Sulzer und Thomas Abbt sowie zeitweise Gotthold Ephraim Lessing und Moses Mendelssohn. Man wandte sich an Bürger mit wissenschaftlichen und literarischen Interessen, aufgeschlossen für die Ziele der bürgerlichen Emanzipation, zugleich aber loyal und patriotisch gegenüber dem Staat Preußen und seinem König. Die Verbindung von bürgerlicher Aufklärung und Patriotismus mündete in Bestrebungen zur Nationalerziehung, zur Förderung von deutscher Sprache und Literatur, deutscher Kunst und Geschichtsbetrachtung. Bernhard Rode gehörte dem Kreis der Geisteswissenschaftler nicht unmittelbar an, war aber mit einigen von ihnen befreundet. Die hier entwickelten Ziele und Anregungen machte er zur Grundlage seiner Arbeit.
Karl Wilhelm Ramler war einer von Rodes engen Freunden. Sein Einfluss vor allem brachte ihn dazu, die Geschichte Brandenburgs und Preußens zu einem wesentlichen Thema seiner Kunst zu machen. Dabei folgte er der Anschauung der Aufklärer, wonach Geschichte nicht eindimensional, sondern als komplexe Realität begriffen werden sollte. Nicht nur die Regierenden, sondern auch ihre Untertanen gehörten zum Bild der Geschichte und ebenso alle historischen Epochen, also auch das bis dahin vernachlässigte Mittelalter. Als philosophische Richtschnur diente Rode die Allgemeine Theorie der Schönen Künste, deren Verfasser Johann Georg Sulzer der Kunst eindeutig erzieherische Aufgaben zuwies und verlangte, dass jeder Künstler sich dieser Verantwortung stelle. Sulzer lobte denn auch an Rodes Werk die „Empfindungen der Rechtschaffenheit und allgemeinen Redlichkeit, der wahren Ehre, der Liebe des Vaterlandes, der Freyheit, der Menschlichkeit …“.

### An der Akademie der Künste
Seit 1756 war Rode Mitglied der Berliner Akademie der Künste. 1783 wurde er als Nachfolger Le Sueurs zum Direktor der Akademie berufen. Sein langjähriger Freund Daniel Chodowiecki, ebenfalls Akademiemitglied, hatte die Ernennung entschieden unterstützt. Er und seine Kollegen an der Akademie erhofften sich von diesem Wechsel eine Neubelebung der Institution, die in den Jahrzehnten zuvor an Bedeutung verloren hatte – der sparsame „Soldatenkönig“ Friedrich Wilhelm I. hatte kaum Interesse an Kunst und Kultur, sein Nachfolger Friedrich II. (Friedrich der Große) orientierte sich fast ausschließlich an französischen Vorbildern. Trotz wiederholter Eingaben an den König mit dem Versuch, ihn für eine Neuordnung der Akademie zu gewinnen, konnte Rode nichts Wesentliches erreichen. Schließlich übernahm Chodowiecki selbst wichtige Posten an der Akademie. An deren Reform von 1790, nun unter der Herrschaft von Friedrich Wilhelm II., war er maßgeblich beteiligt. 1797, nach Rodes Tod, wurde er dessen Nachfolger auf dem Posten des Direktors.

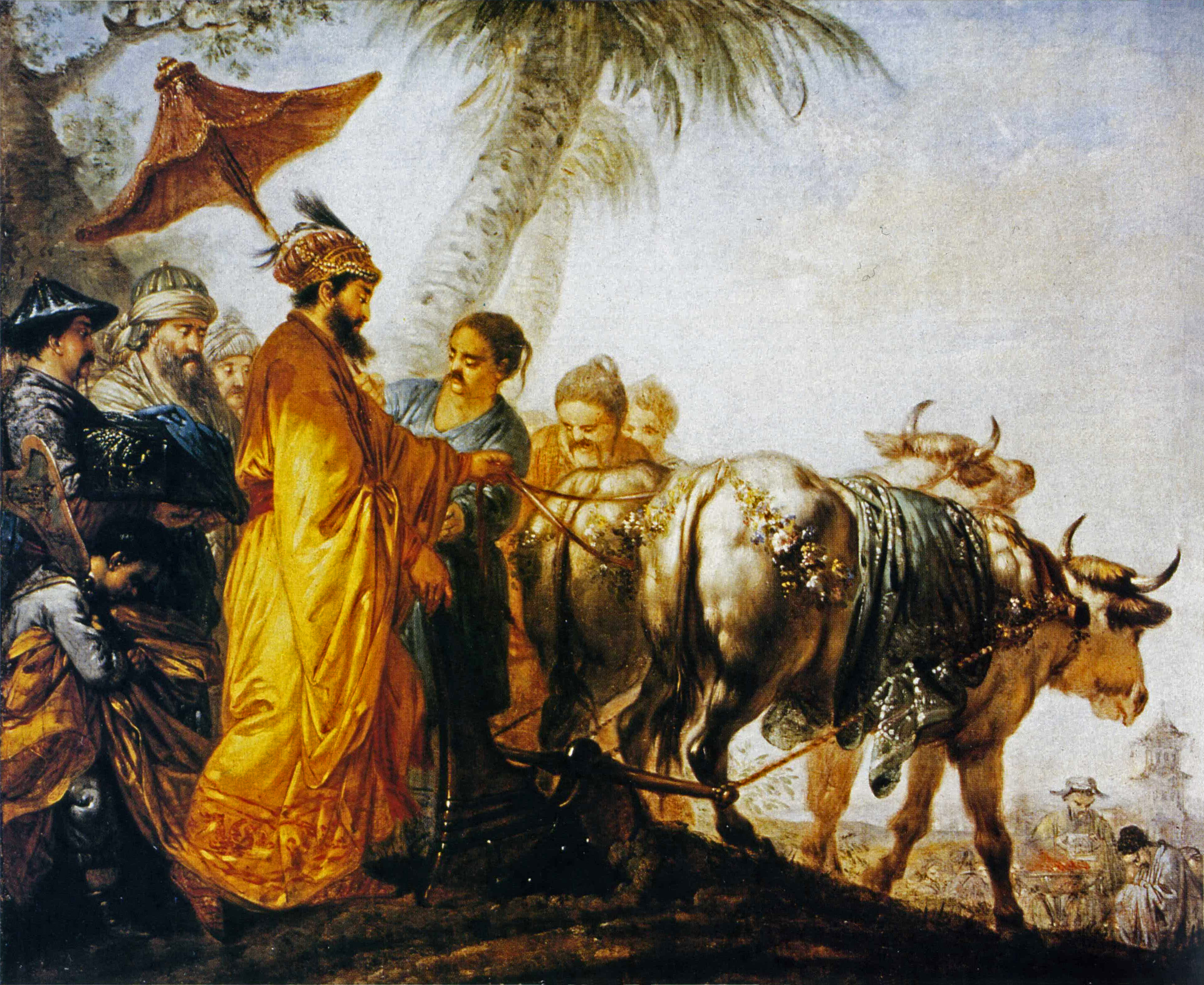
Der Kaiser von China zieht die erste Furche zur Ehre des Ackerbaues, um 1770, ehemals Gut Britz
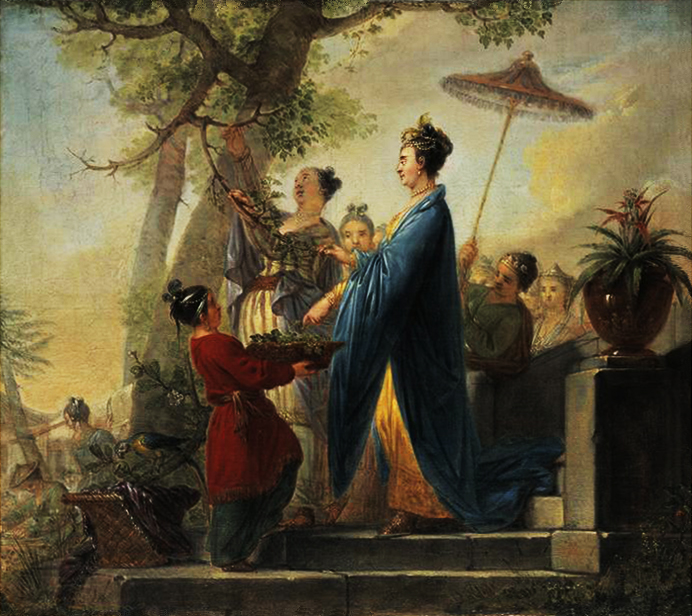
Die Kaiserin von China beim Pflücken der ersten Maulbeerblätter zur Ehre des Seidenbaues, um 1770, ehemals Gut Britz
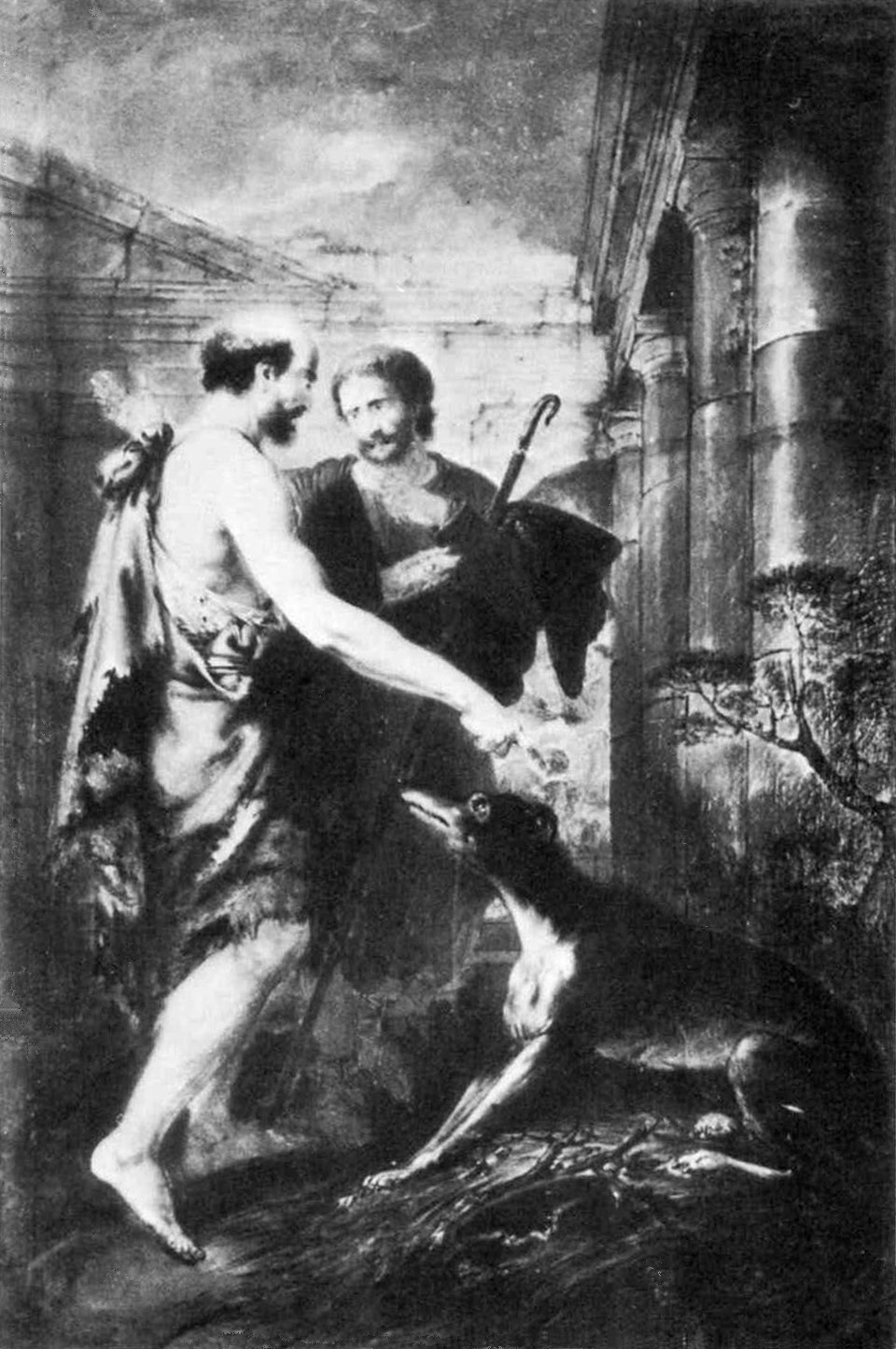
Odysseus nach seiner Rückkehr von seinem Hunde erkannt, um 1778, Gut Neuhaus
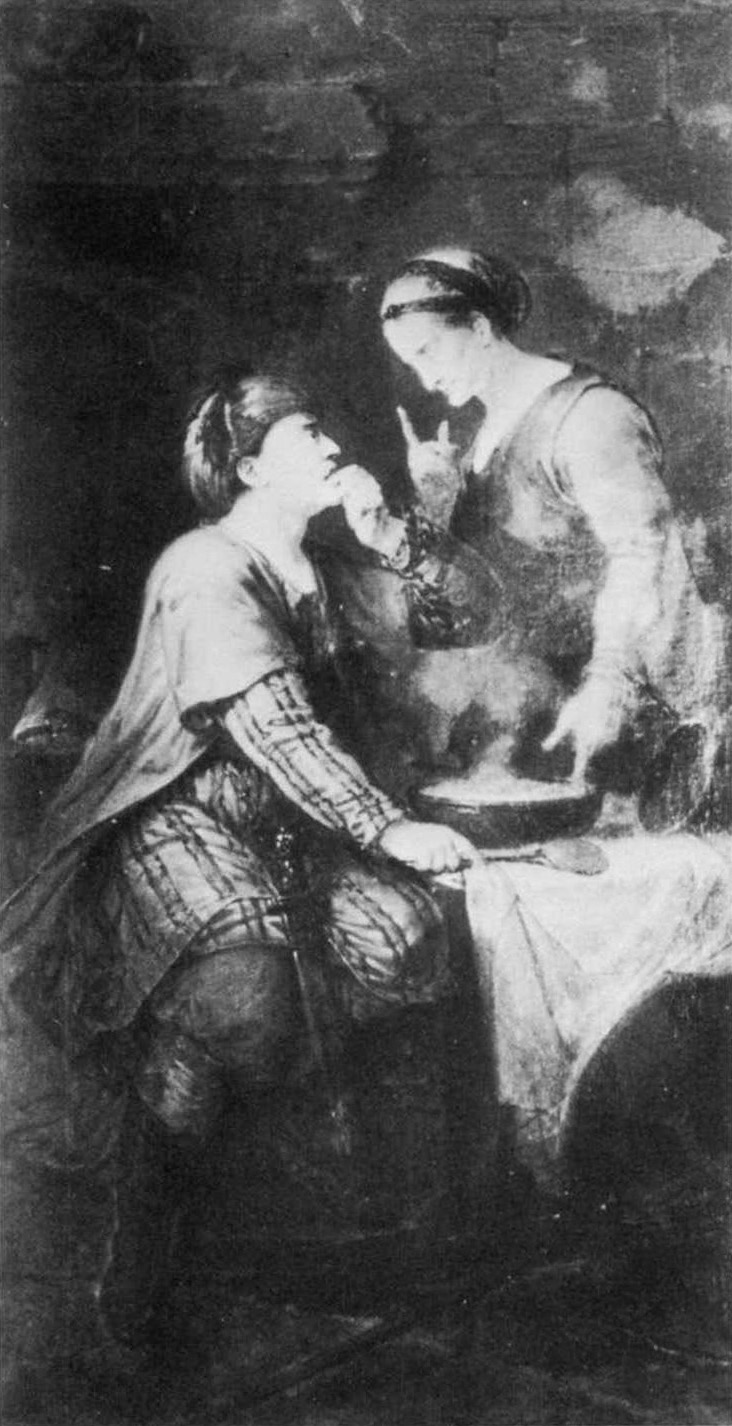
Szene aus dem Leben Tamerlans, 1781/82, Gut Neuhaus
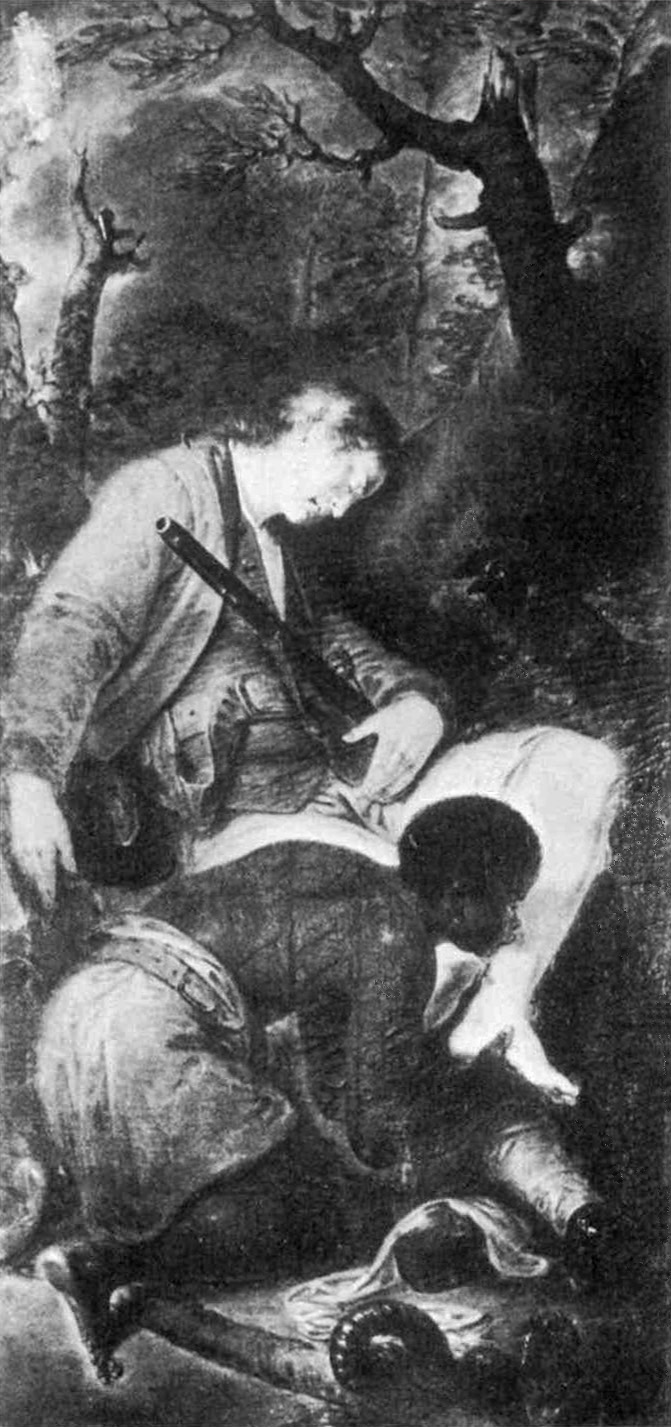
Ein Neger saugt seinem englischen Herrn das Schlangengift aus der Wunde, 1782, Gut Neuhaus
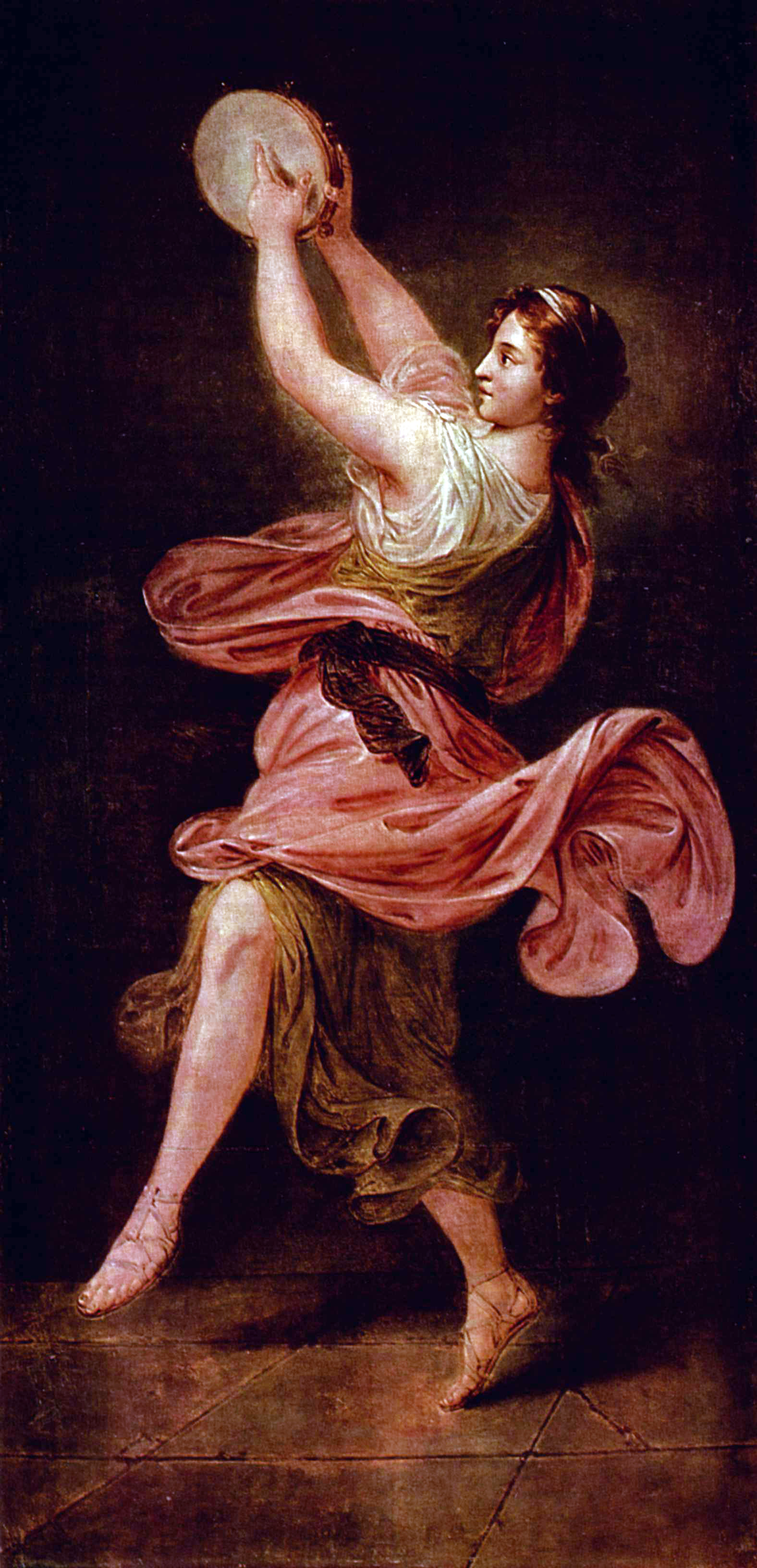
Mädchen mit Tamburin, 1785

## Das künstlerische Werk

### Überblick

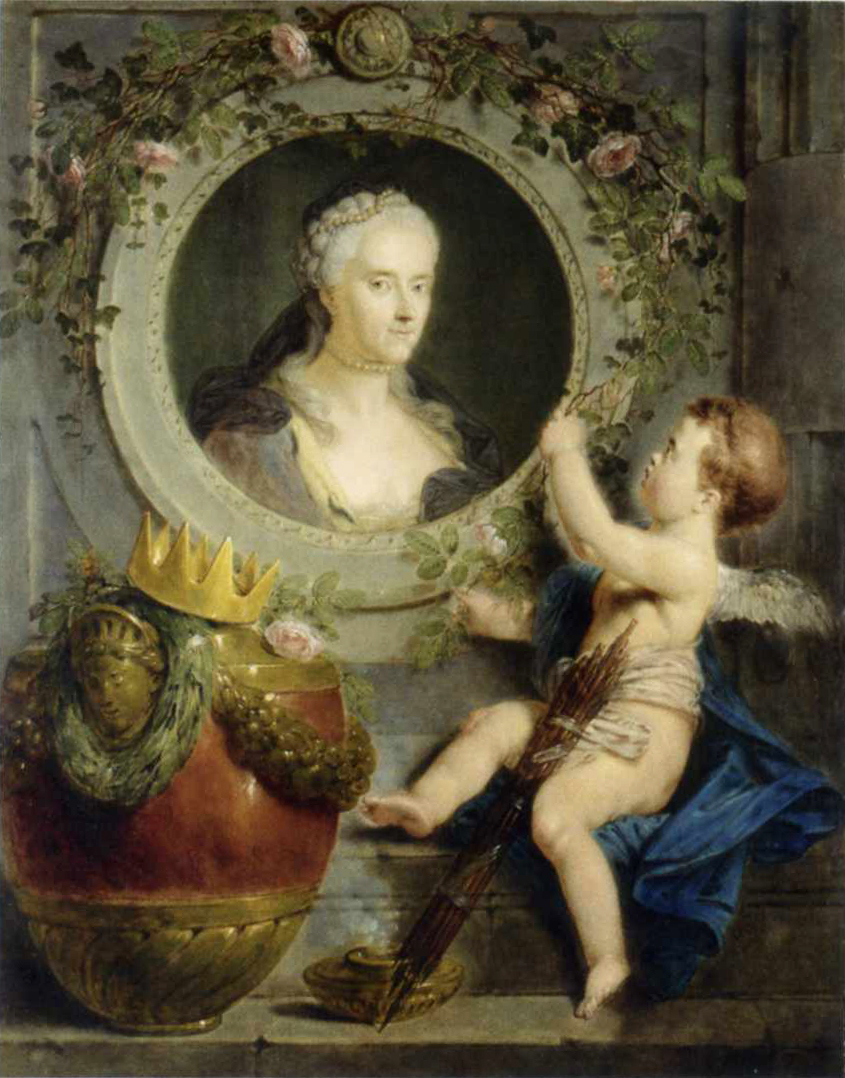
Porträt der Luise Amalie, Prinzessin von Preußen, 1780

Das Gesamtwerk Rodes zeigt eine ungewöhnliche Vielseitigkeit der künstlerischen Techniken. Dazu gehören Wand- und Deckengemälde, aber auch Tafelbilder, Radierungen, Buchillustrationen und Entwurfszeichnungen für Reliefs. Seine Arbeit wurde nicht einheitlich beurteilt: Fachleute warfen ihm Flüchtigkeit im Arbeitsprozess und Mängel in der Zeichnung vor; bemängelt wurde auch, dass er einmal entwickelte Figuren und Gesichter stereotyp immer wieder verwendete – ein Ausdruck der Tatsache, dass ihm bei der Vielzahl seiner Arbeiten die Auseinandersetzung mit Inhalten letztlich wichtiger war als formale Fragen. Für seine Themen und für seine moralischen und pädagogischen Absichten fand Rode große Zustimmung. Er verwendete Motive aus dem Alten Testament, der griechischen und römischen Mythologie, der Geschichte vom Mittelalter bis hin zu aktuellen Ereignissen seiner Zeit sowie aus der zeitgenössischen Literatur. In vielen Fällen gab es für die Umsetzung seiner speziellen historischen und literarischen Themen keine Vorbilder. Die genauere Deutung seiner Arbeiten verlangte daher nach Kenntnissen, die er bei seinem bürgerlichen Publikum nur gelegentlich voraussetzen konnte, die er vor allem erst einmal verbreiten oder auch vertiefen wollte.
Der überwiegende Teil aller Wand- und Deckenbilder ist im Zweiten Weltkrieg zerstört worden. Als seither verschollen gelten darüber hinaus mehrere Tafelbilder aus ehemaligem Privatbesitz, aber auch eine Reihe von Altarbildern. Dennoch sind viele von Rodes Arbeiten erhalten geblieben. Sie werden aufbewahrt in der Stiftung Stadtmuseum Berlin, der Gemäldegalerie der Staatlichen Museen, der Stiftung Preußische Schlösser und Gärten Berlin-Brandenburg. Größere Bestände des grafischen Werkes sind im Besitz der Veste Coburg, der Kunsthalle zu Kiel und des Germanischen Nationalmuseums Nürnberg.

### Wand- und Tafelbilder

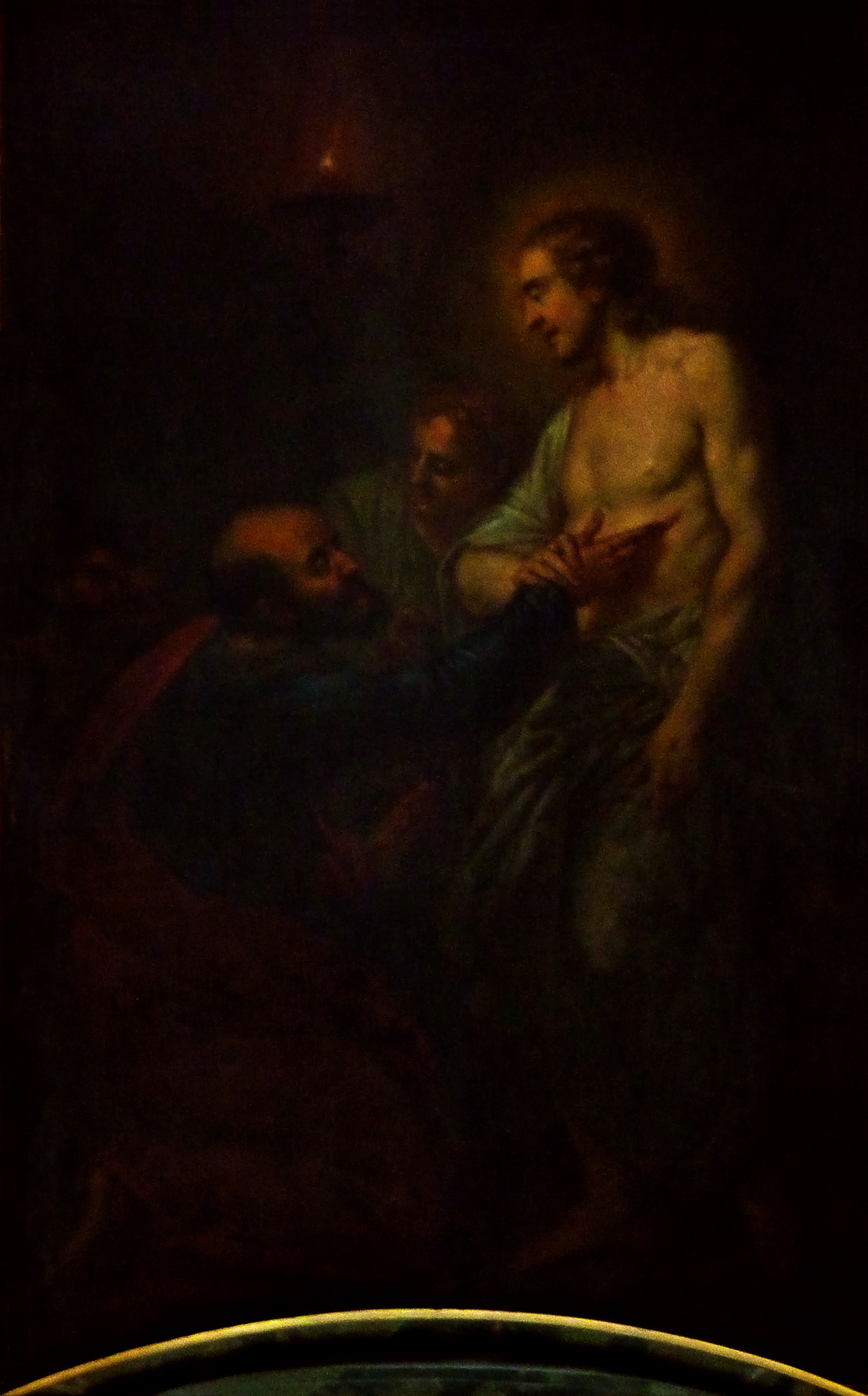
Der ungläubige Thomas, 1757

Für das Neue Palais und das Marmorpalais in Potsdam sowie für verschiedene Räume im Berliner Stadtschloss schuf Rode Wand- und Deckenbilder. An diesen nicht erhaltenen Werken, an ihren hellen Farben und den typischen, rein dekorativen Variationen antiker Themen war noch die Schulung durch Antoine Pesne, den Maler des Rokoko zu erkennen. Zwischen 1776 und 1782 entstand auf Gut Neuhaus bei Giekau in Schleswig-Holstein ein Bilderzyklus für den Grafen von Hahn; hier wird der Übergang zur thematisch anspruchsvolleren Historienmalerei sichtbar. Von 1770 bis 1772 hatte Rode schon auf Gut Britz (Schloss Britz) bei Berlin für Graf Ewald Friedrich von Hertzberg das Herrenhaus mit Wand- und Deckenmalereien ausgestattet, in denen er programmatisch eine idealisierte Verbindung zwischen Staatsmann und Landwirt anhand von Historienbildern thematisierte. Möglicherweise stammt auch die Ausmalung des Gartensaals im 1765 errichteten Gutshaus zu Groß Kreutz (Havel) von ihm.
Bei den meisten Tafelbildern, bei Porträts und Altarbildern orientierte sich Rode stilistisch an den Arbeiten des niederländischen Barockmalers und -zeichners Rembrandt van Rijn. Die Bilder waren vorwiegend dunkel, ihre Farbgebung weitgehend reduziert auf Abstufungen von Grau und Braun. Wenn sie im Lauf der Zeit nachdunkelten, wurden sie beinahe unkenntlich. So geschah es mit den Altarbildern in der Marienkirche, die zwischen 1755 und 1762 entstanden; deren Themen, biblische Geschichten wie „Der ungläubige Thomas“ oder „Die Jünger von Emmaus“, wurden von Rode ganz im Sinne der Aufklärung weniger religiös überhöht als vielmehr profan historisch dargestellt.
Zu Rodes wichtigsten Historienbildern gehören die „Brandenburgiana“, ein Zyklus von 14 Gemälden über bedeutende Ereignisse der brandenburgischen Geschichte, der 1763 fertiggestellt war. Die einzelnen Motive sind den Mémoires pour servir à l’Histoire de la maison de Brandenbourg („Denkwürdigkeiten des Hauses Brandenburg“) Friedrichs des Großen entnommen. Sieben weitere, ergänzende Bilder, die sogenannten „Fridericiana“, entstanden nach dem Tod des vom Künstler hochverehrten Königs.

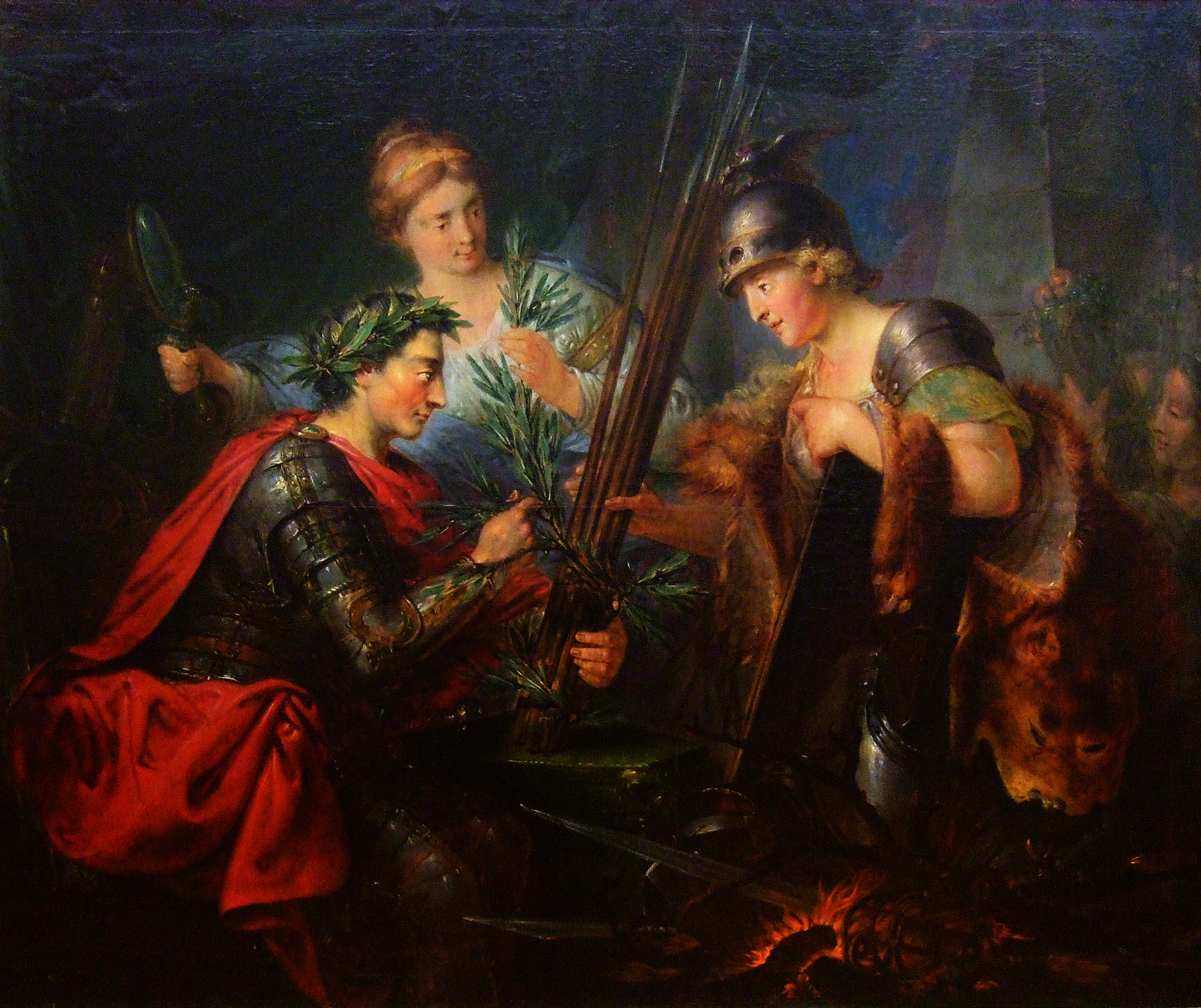
Allegorie über Friedrich den Großen als Gründer des deutschen Fürstenbundes, 1786
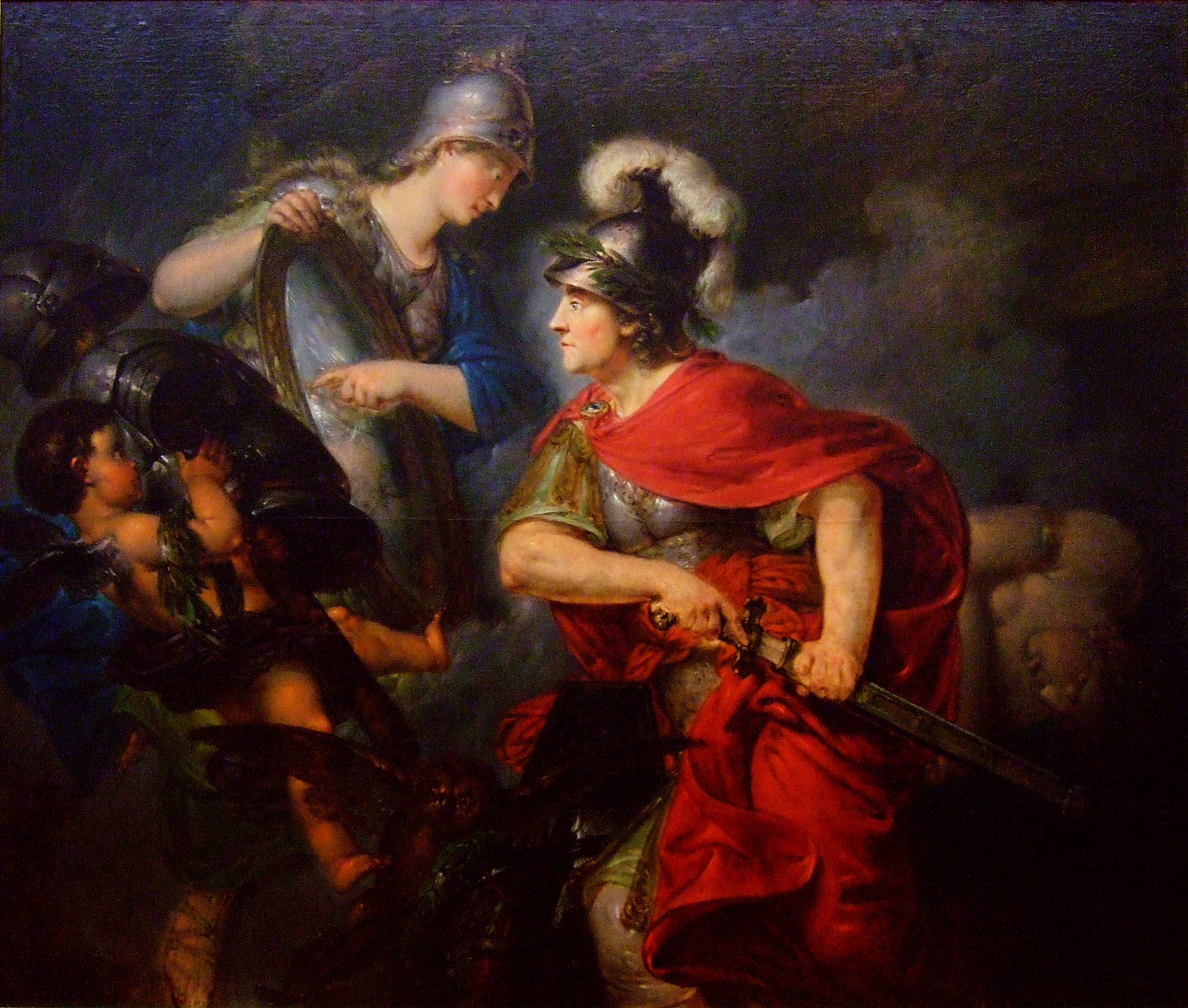
Friedrich der Große als Perseus, 1789 – Allegorie auf den Beginn des Siebenjährigen Krieges
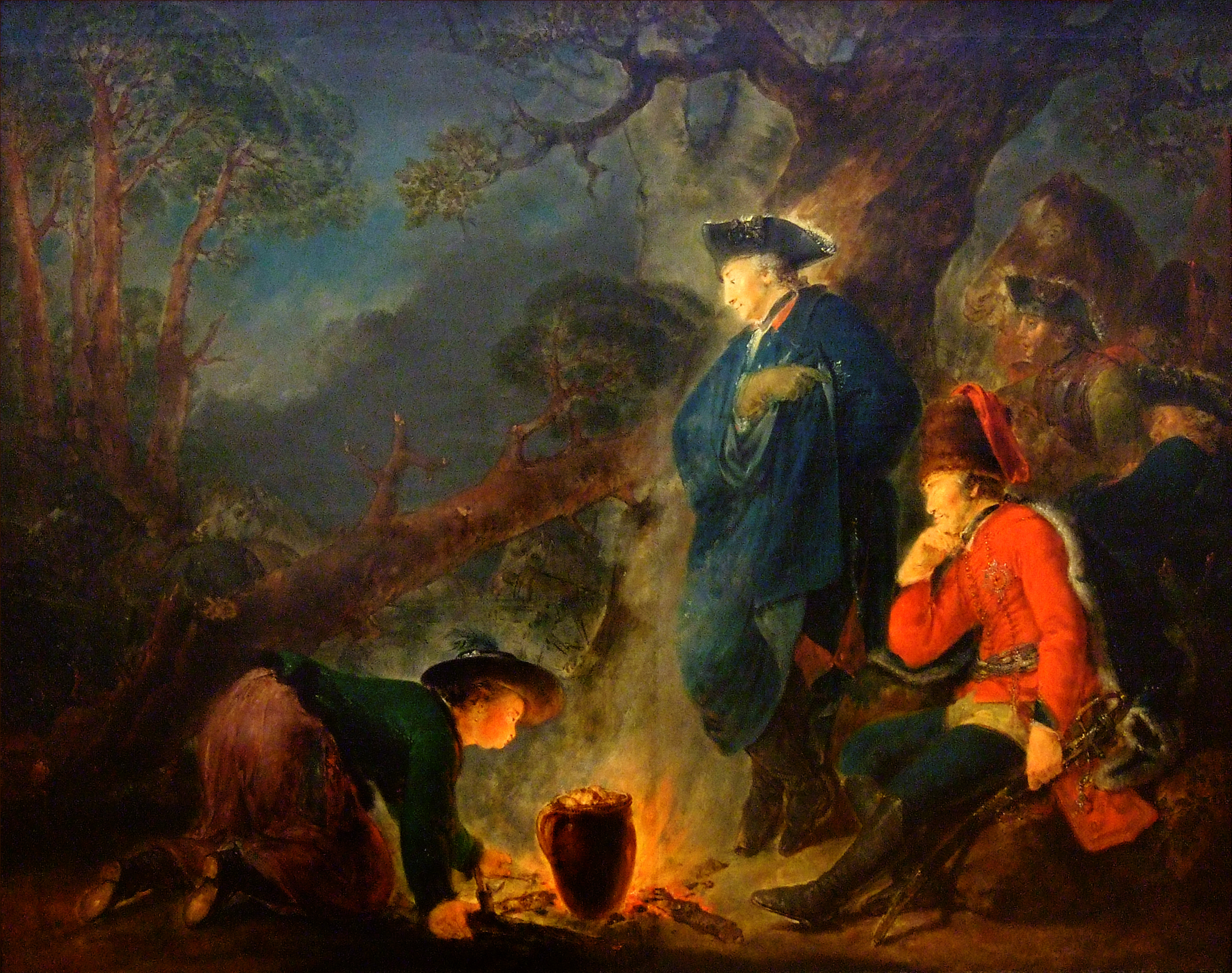
Friedrich der Große vor der Schlacht bei Torgau, 1791
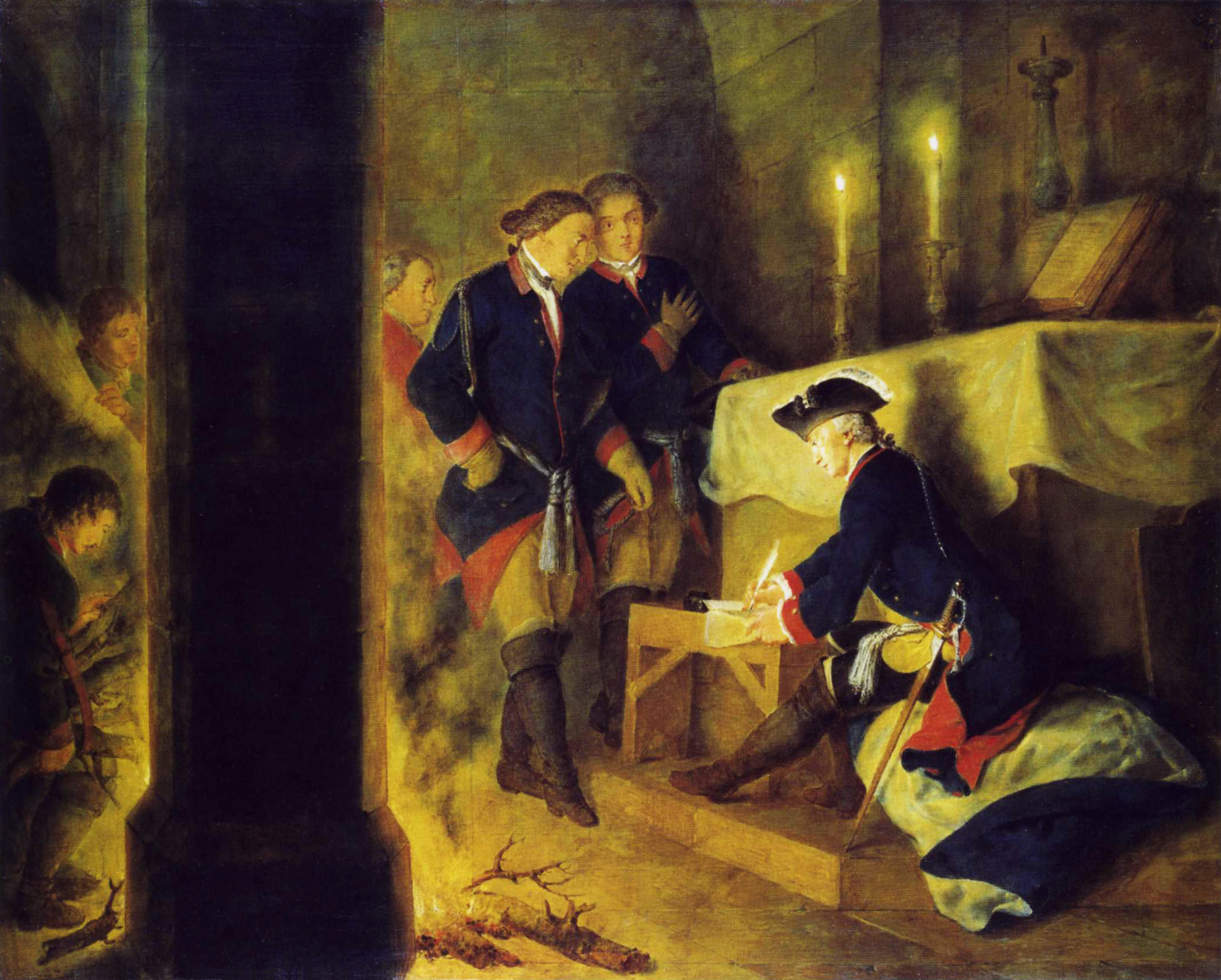
Friedrich der Große nach der Schlacht bei Torgau, wohl 1793
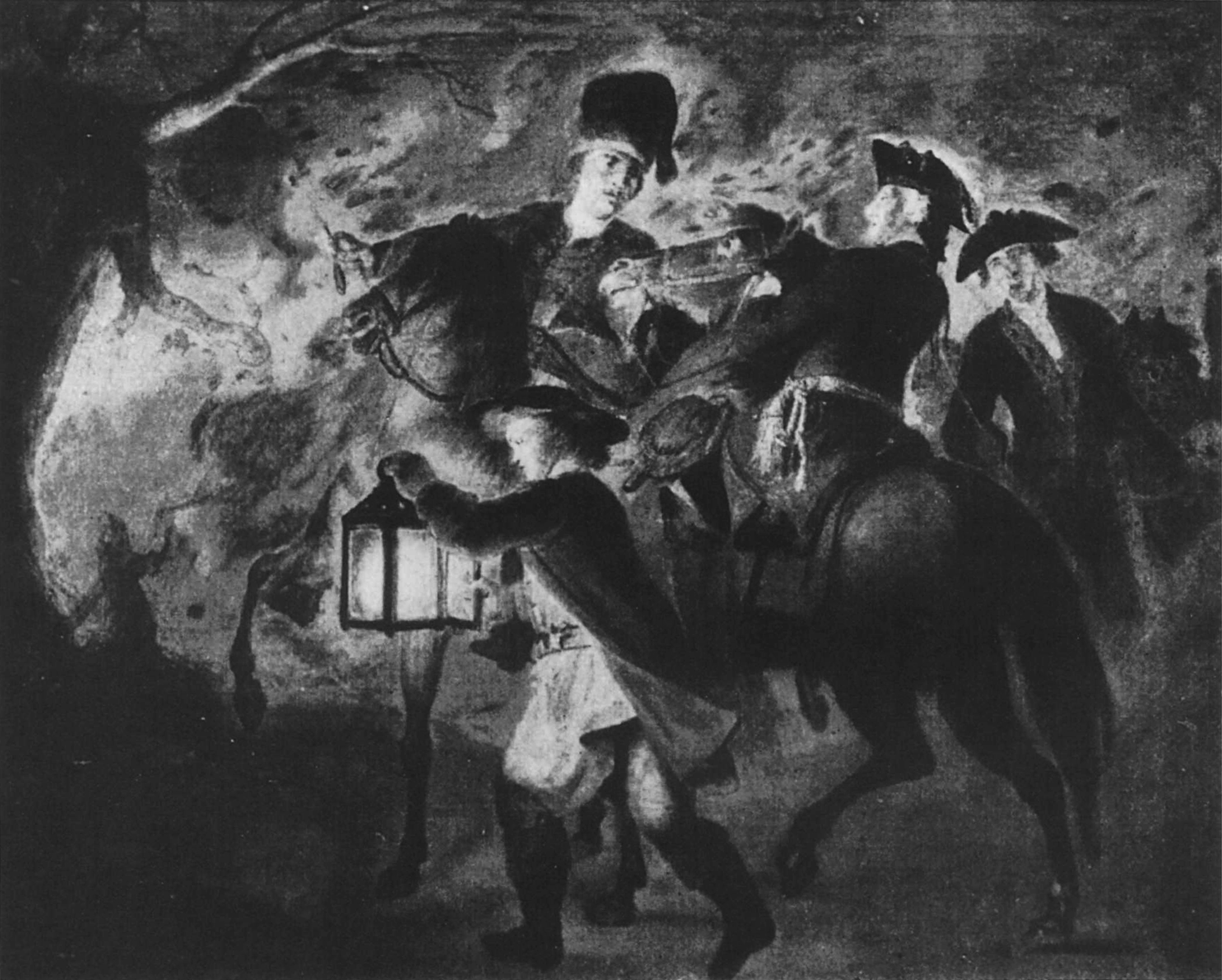
Friedrich der Große auf dem Damm nach Lissa, wohl 1793 – Kriegsverlust
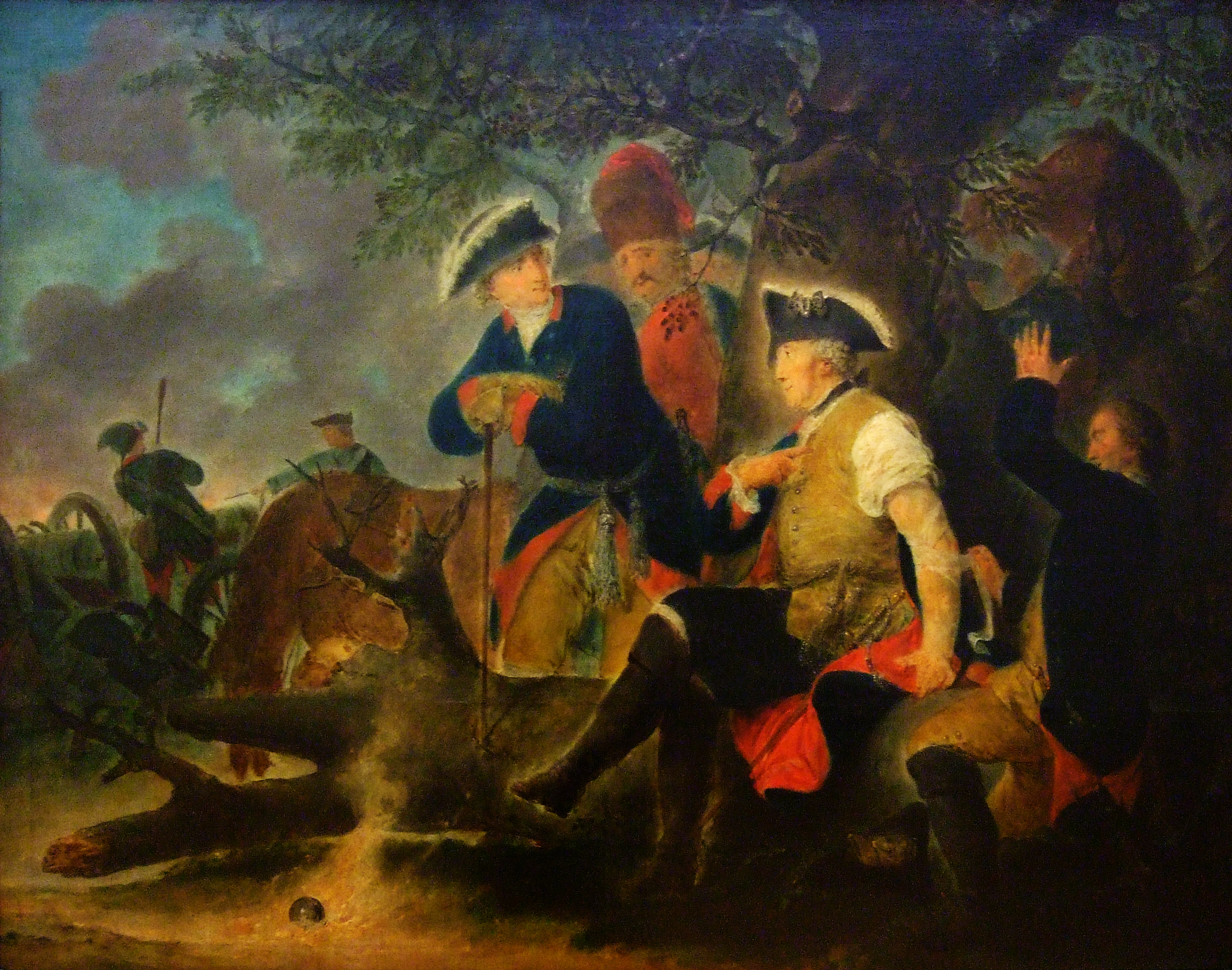
Friedrich der Große und der Feldscher, um 1793–1795
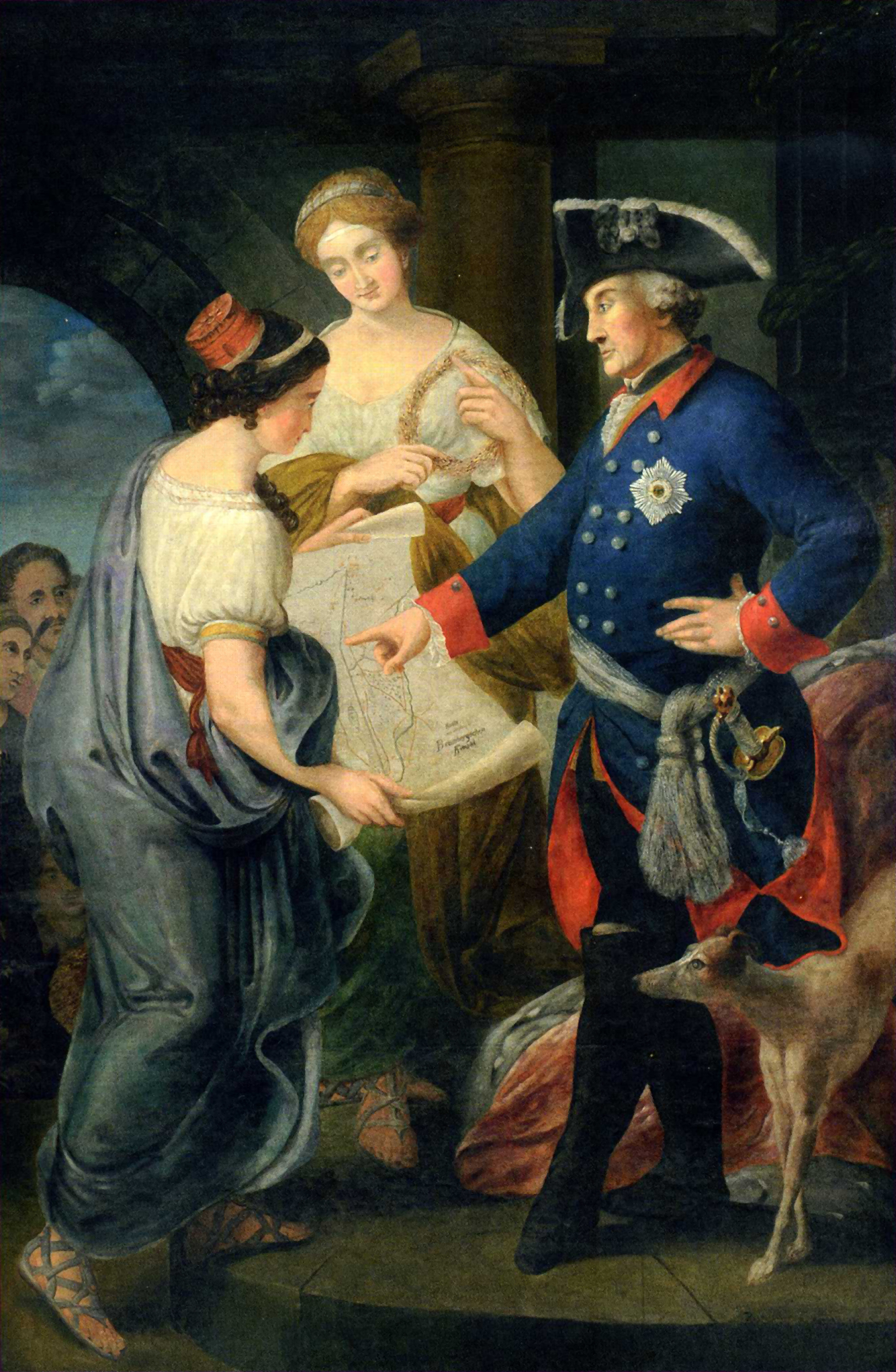
Die Inbesitznahme der polnischen Länder durch Friedrich den Großen, 1796

Für die Berliner Garnisonkirche lieferte Rode fünf „Heldenbilder“ zur Erinnerung an preußische Generäle. Nach 1759 malte er zunächst vier allegorisch-patriotische Darstellungen von Heerführern, die kurz zuvor im Siebenjährigen Krieg gefallen waren. Ein fünftes Gemälde war Hans Joachim von Zieten gewidmet und entstand nach dessen Tod 1786. Darüber schrieb Theodor Fontane später: „Die Komposition auch dieses Bildes ist Dutzendarbeit und […] eigentlich ohne Geist. Auch hier ein bequemes Operieren mit traditionellen Mittelchen und Arrangements. Eine Urne mit dem Reliefbilde Zietens in Front derselben, am Boden ein Löwe, der ziemlich friedlich in einer Zietenschen Husarentigerdecke drin steckt wie ein Kater in einem Damenmuff, – außerdem eine hohe Frauengestalt, die einen Sternenkranz auf die Urne drückt, – das ist alles.“ Alle fünf Bilder gingen 1908 bei einem Brand verloren, Kopien wurden im Zweiten Weltkrieg zerstört.

### Radierungen und Illustrationen
Die etwa 300 Radierungen bilden einen bedeutenden Komplex im Gesamtwerk Rodes. Als Technik – die er sich seit Anfang der 1750er Jahre autodidaktisch aneignete – benutzte er die Ätzung in mehreren Stufen. Später gab er diese Methode gelegentlich auf, indem er die Hauptmotive ätzte, andere Partien aber, meist die Hintergründe, als Kaltnadelradierungen behandelte. Wieder orientierte er sich an Rembrandt, nun speziell an dessen auch im 18. Jahrhundert noch sehr beliebten Radierungen. Manchmal diente ihm eine Radierung als Vorstufe zu einem Gemälde. Häufiger übertrug er nachträglich seine Gemälde in diese Technik, um Motive, die ihm wichtig waren, einem größeren Kundenkreis preisgünstig zugänglich zu machen. Zu den beliebtesten Arbeiten Rodes gehörte eine Folge von Radierungen nach den Masken sterbender Krieger, die Andreas Schlüter als Schlusssteine für die Fenster im Innenhof des Berliner Zeughauses angefertigt hatte. Die Buchausgabe von 1759 trug den Titel „Larven nach den Modelen des berühmten Schlüter gezeichnet und in Kupfer geätzt von B. Rode“. 1763 wurde in Berlin das Werk Les Actions Glorieuses de Frédéric Le Grand („Die ruhmreichen Taten Friedrichs des Großen“) herausgebracht – 30 großformatige Stiche, zu denen Rode die Vorlagen gezeichnet hatte. Mit einer Reihe von Radierungen illustrierte er außerdem die „Fabeln“ des Moralphilosophen und Schriftstellers Christian Fürchtegott Gellert.
Zwischen 1779 und 1784 erschien in vier Teilen die „Allgemeine Weltgeschichte für Kinder“, von Johann Matthias Schröckh in Leipzig herausgegeben und von Bernhard Rode illustriert. Dessen Zeichnungen entsprachen in ihrer pädagogischen Haltung den Bedürfnissen und Fähigkeiten der Kinder: Sie waren konzentriert auf das Wesentliche einer Handlung, oft standen Kinder im Mittelpunkt des Geschehens, auf die Darstellung von Grausamkeiten wurde nach Möglichkeit verzichtet, ebenso auf idealisierende Allegorien nach Art des Rokoko. Mit diesem Werk lieferte Rode ein Beispiel für die Illustration von Geschichtsbüchern, das bis weit in das 19. Jahrhundert hinein als Vorbild diente.

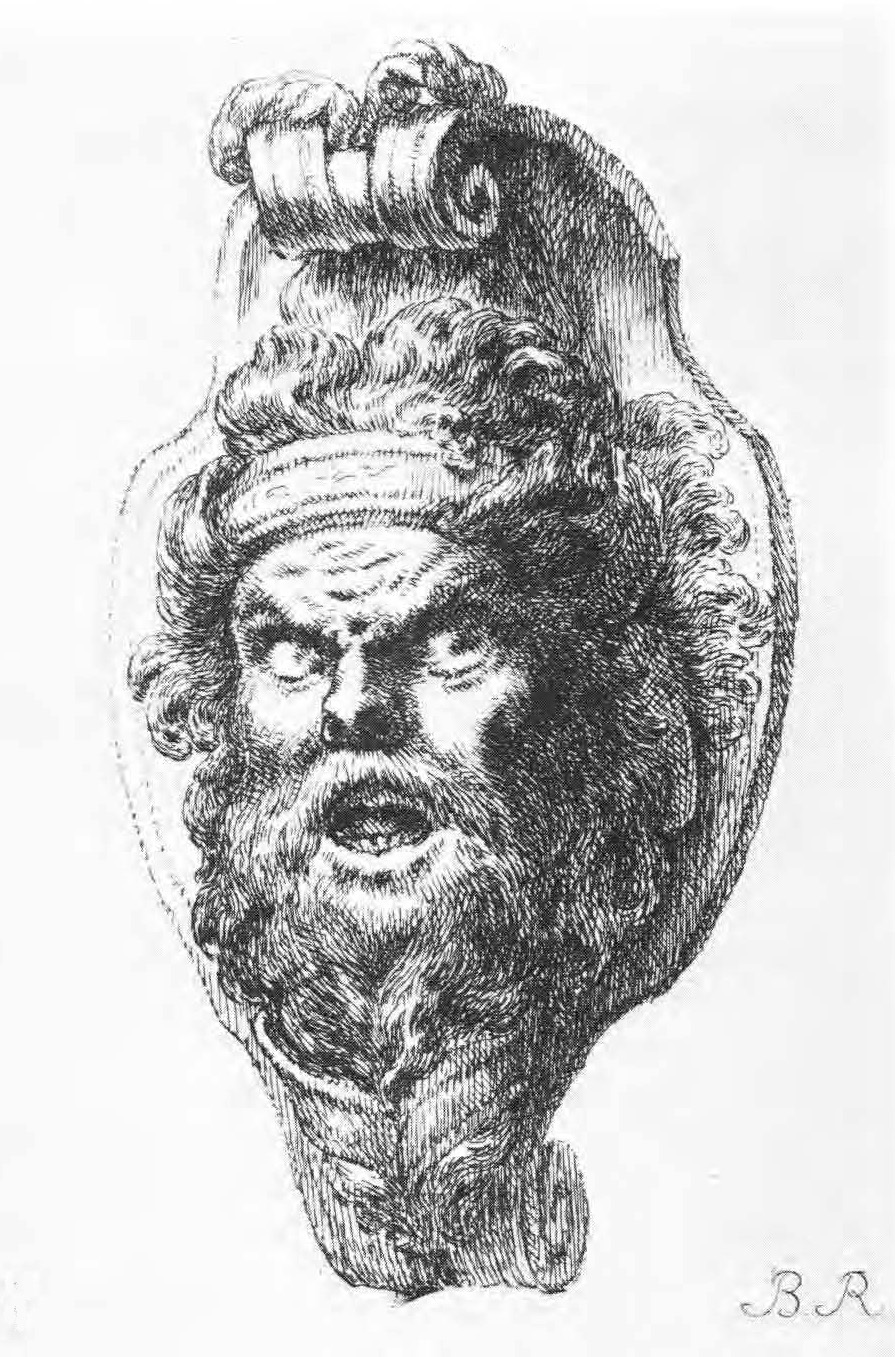
Maske eines sterbenden Kriegers nach Schlüter, 1759
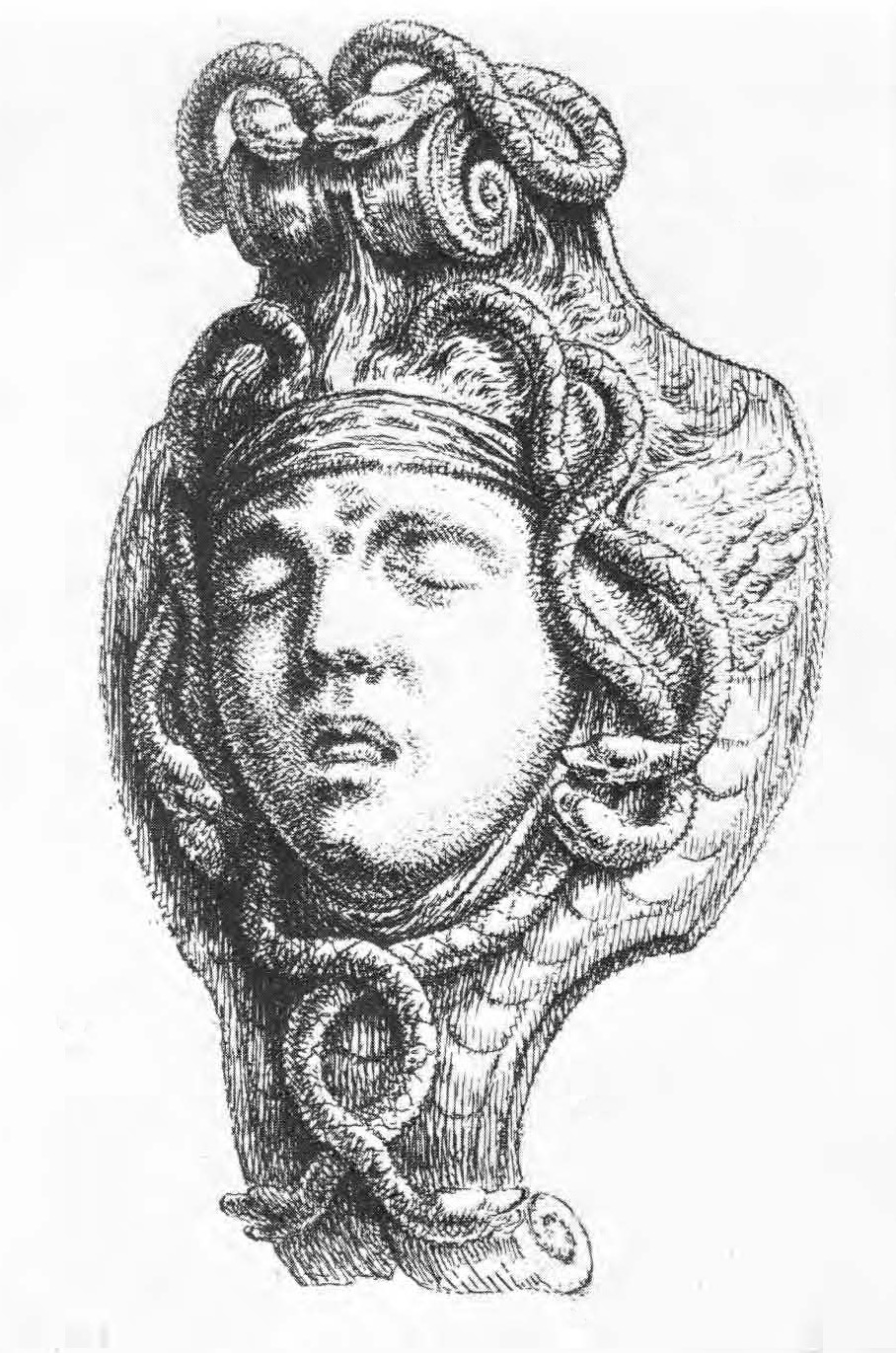
Maske am Zeughaus zu Berlin nach Schlüter, 1759
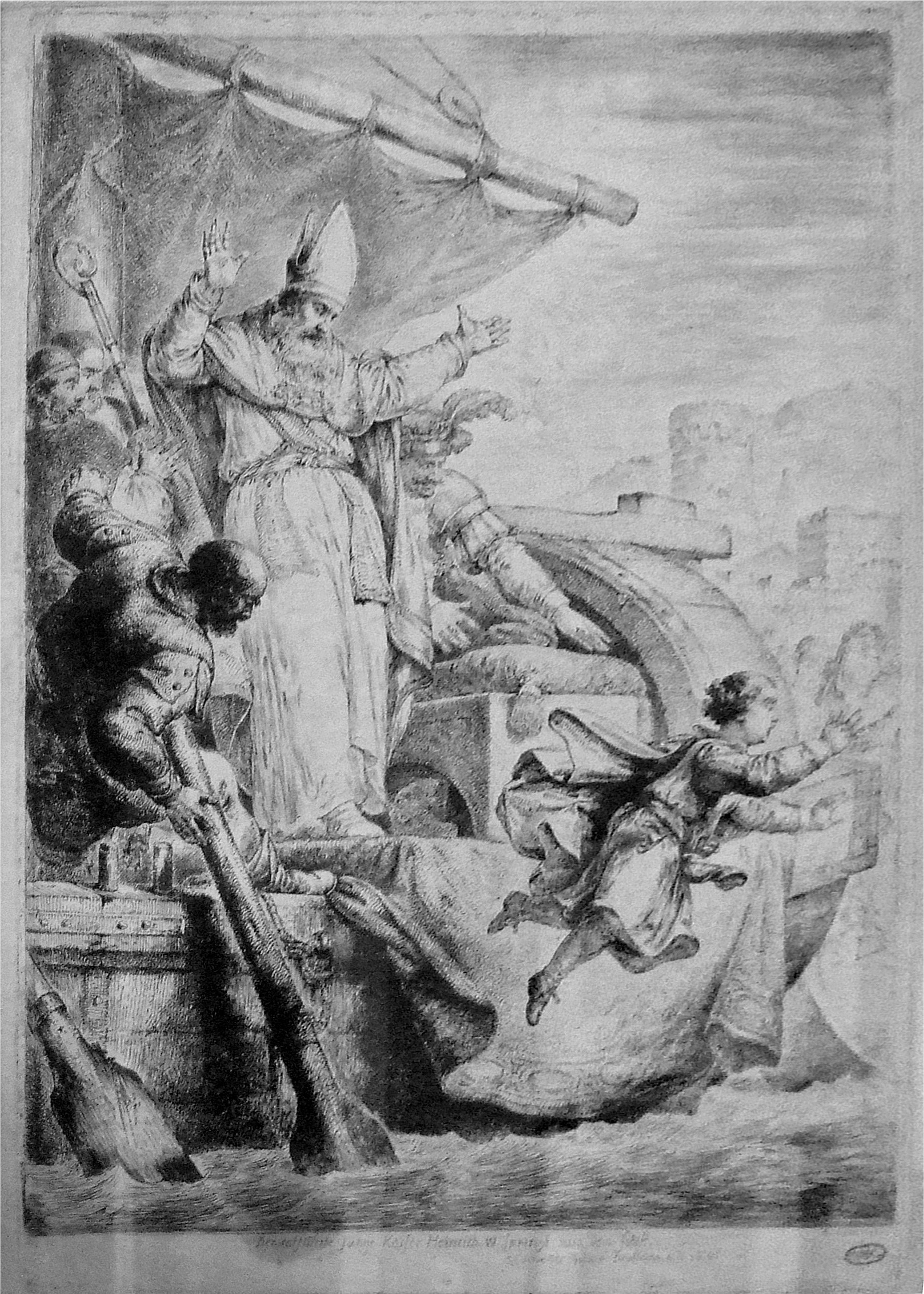
Kaiser Heinrich IV. springt vom Schiff seines Entführers, des Erzbischofs von Köln, Radierung, 1781
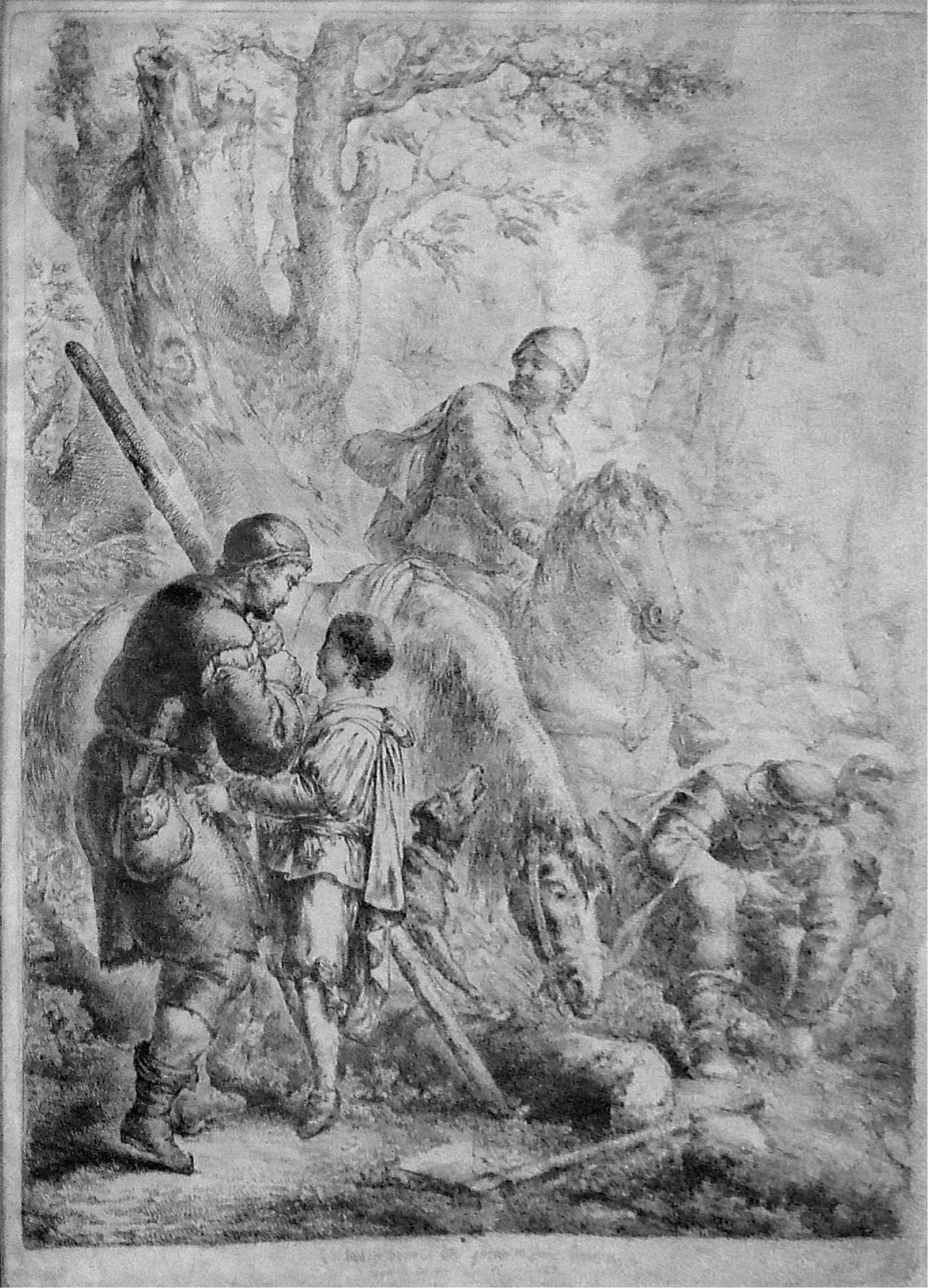
Der Köhler verteidigt den geraubten sächsischen Prinzen, Radierung, 1781

### Kunst am Bau
Seit 1786 erarbeitete er zusammen mit dem Architekten Carl Gotthard Langhans Entwürfe für dekorative Reliefs, gedacht für verschiedene Bauvorhaben des neuen Königs Friedrich Wilhelm II. Seine gezeichneten Vorschläge fanden Verwendung im Berliner Stadtschloss und im Potsdamer Marmorpalais. Auch das Flachrelief „Triumph des Friedens“, das um 1793 direkt unterhalb von Siegesgöttin und Quadriga auf der Ostseite des Brandenburger Tores angebracht wurde, geht auf Rodes Vorarbeit zurück.

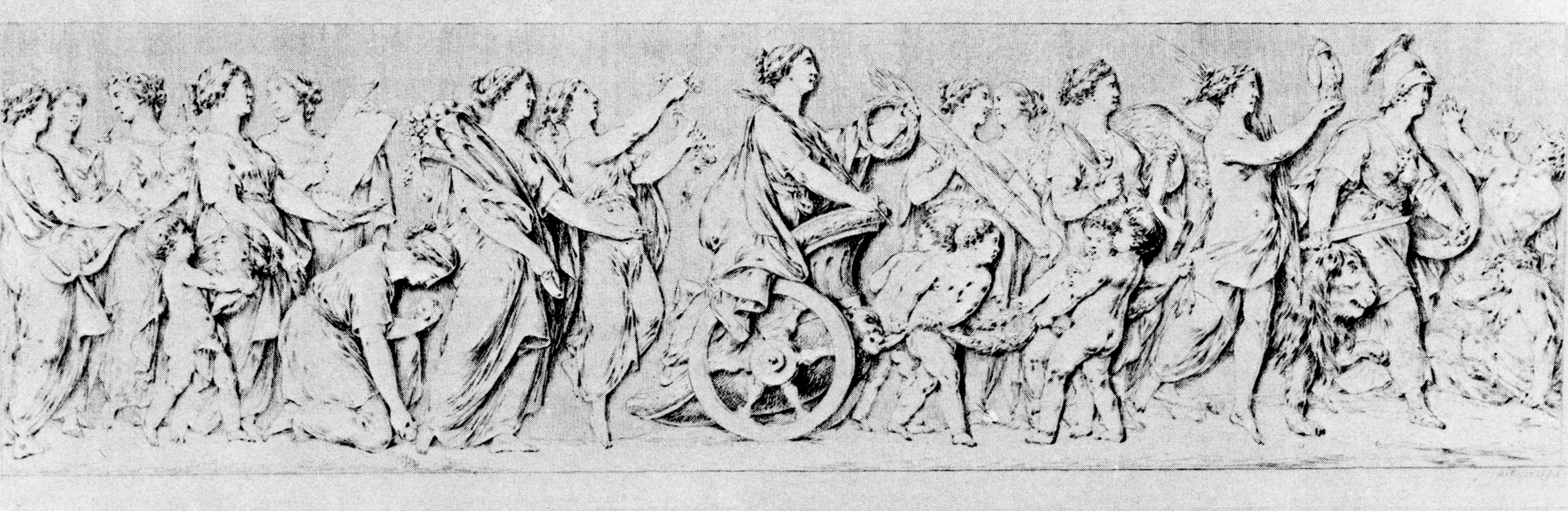
Triumph des Friedens, Entwurf für das Relief an der Attika des Brandenburger Tores, 1793

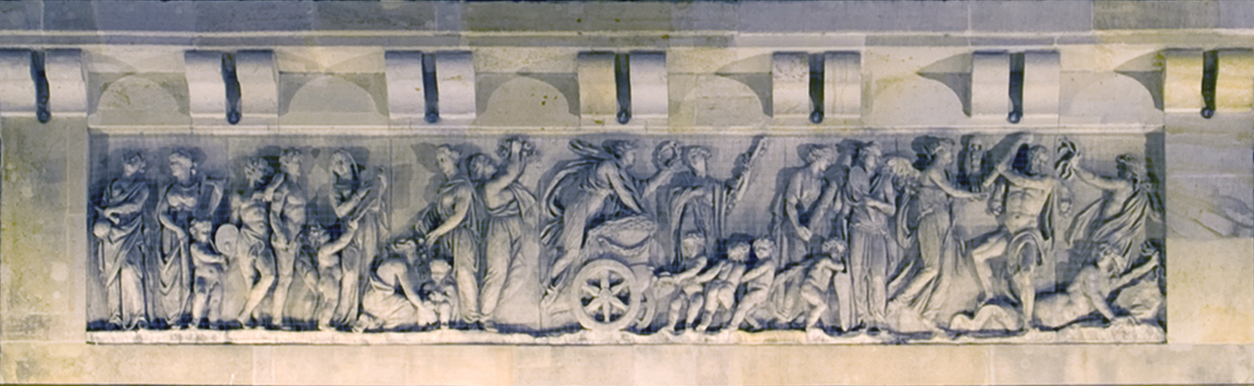
Triumph des Friedens, Ausführung des Reliefs nach der Überarbeitung durch Johann Gottfried Schadow, 1793

## Galerie der Radierungen

Biblisches
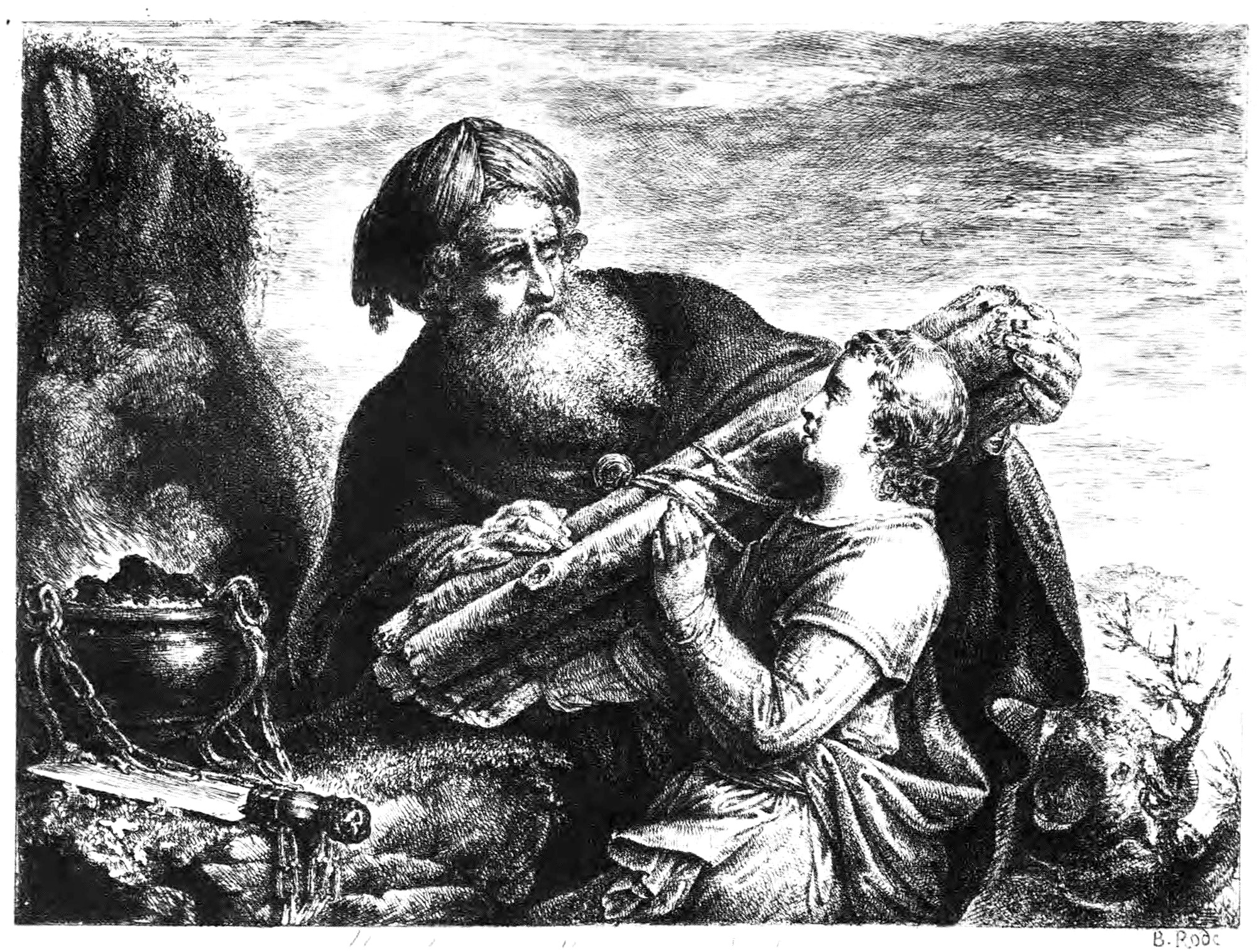
Abraham will seinen Sohn opfern, um 1776
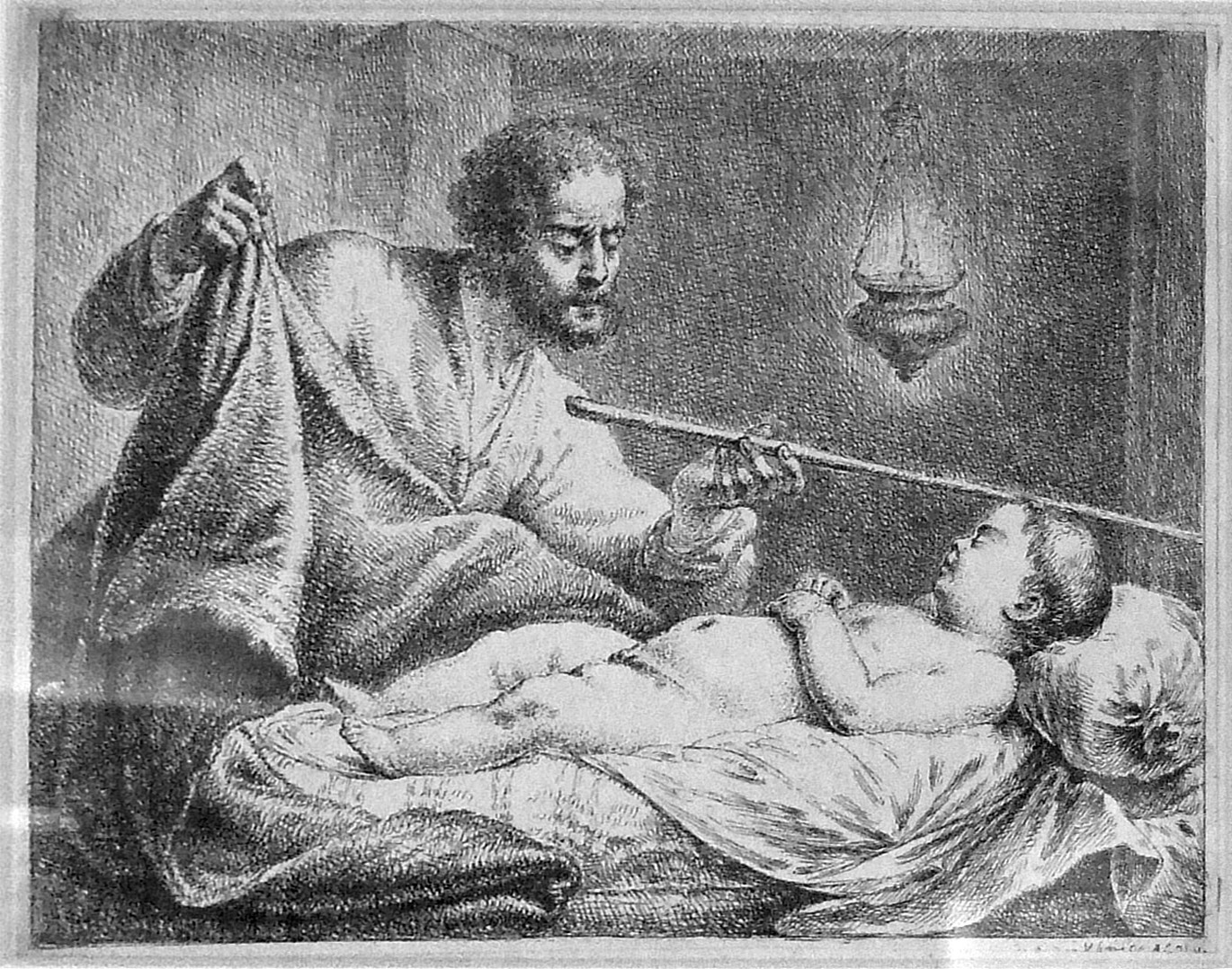
Gehasi will mit dem Stock des Elischa den Sohn der Sunamitin erwecken, vor 1780
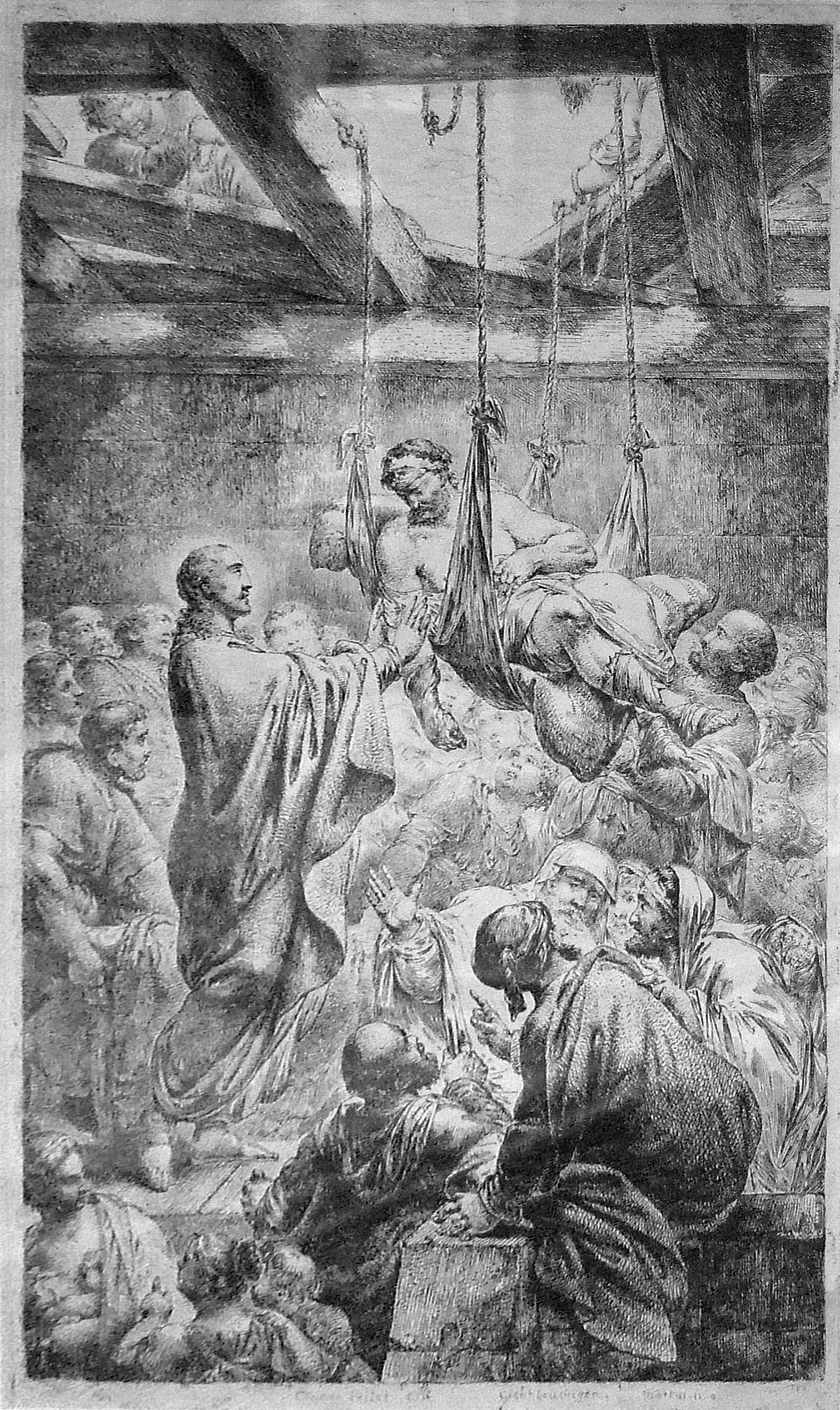
Christus heilet einen Gichtbrüchigen, 1780
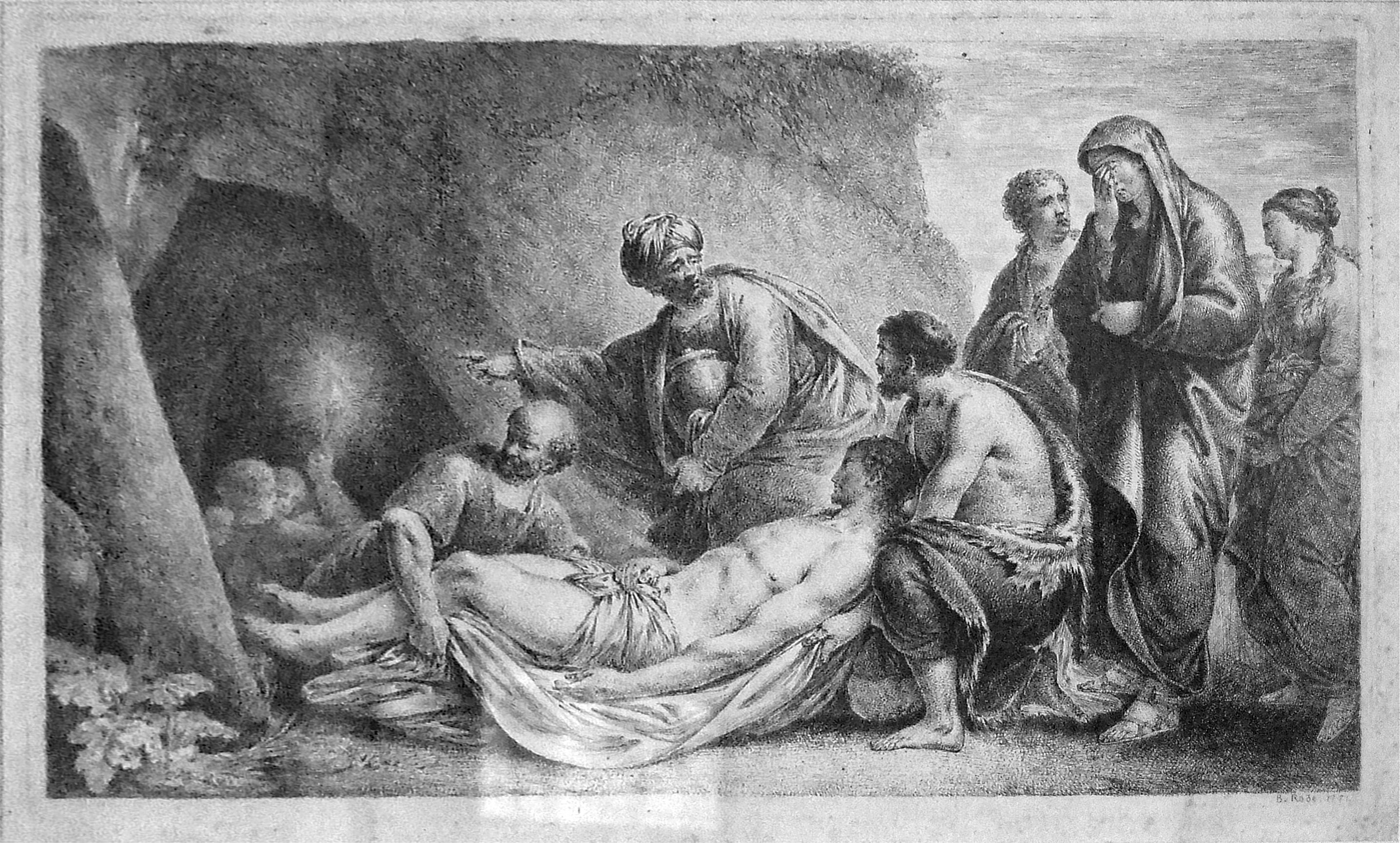
Grablegung Christi, 1771
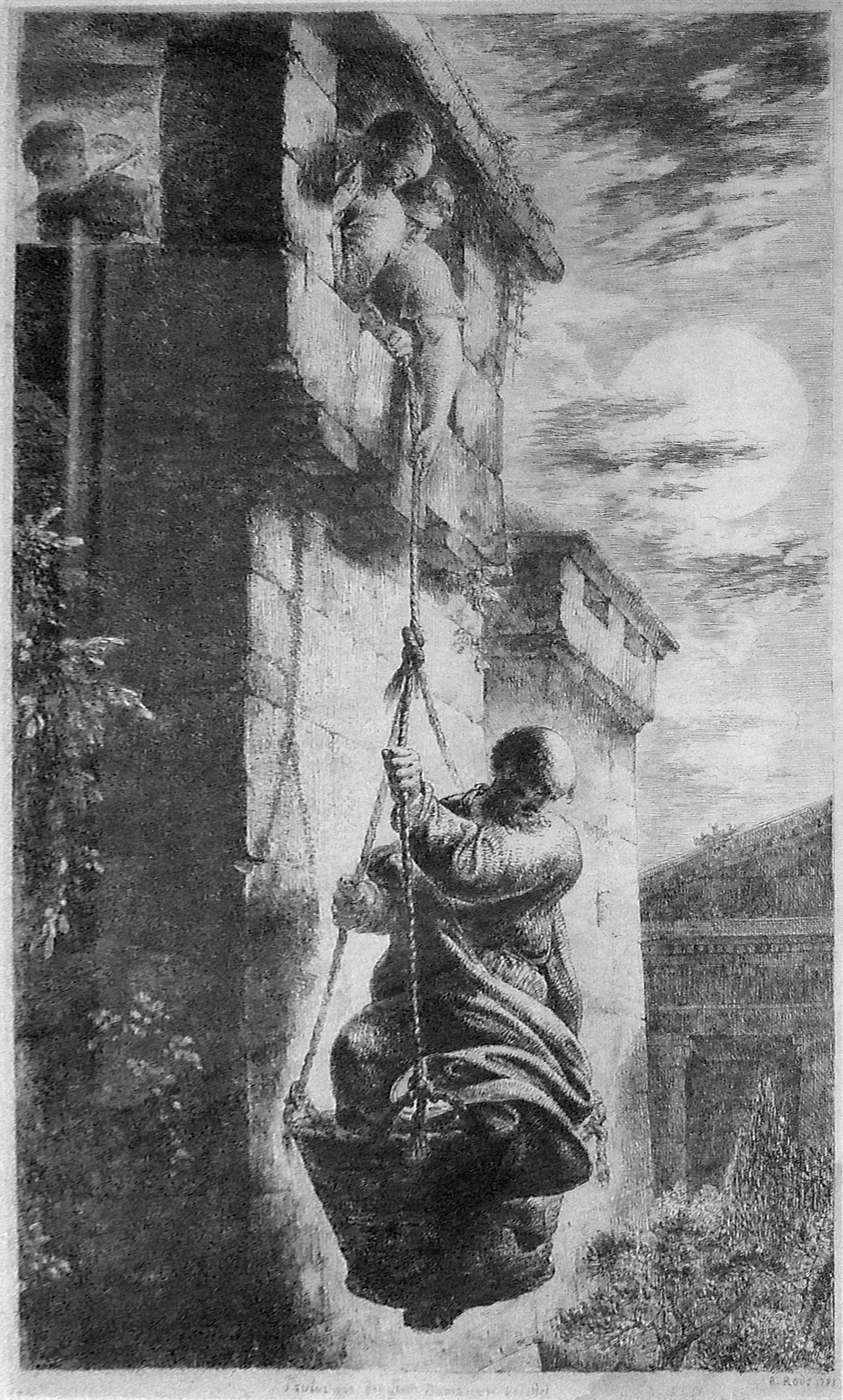
Paulus wird in Damaskus von seinen Schülern gerettet, 1783
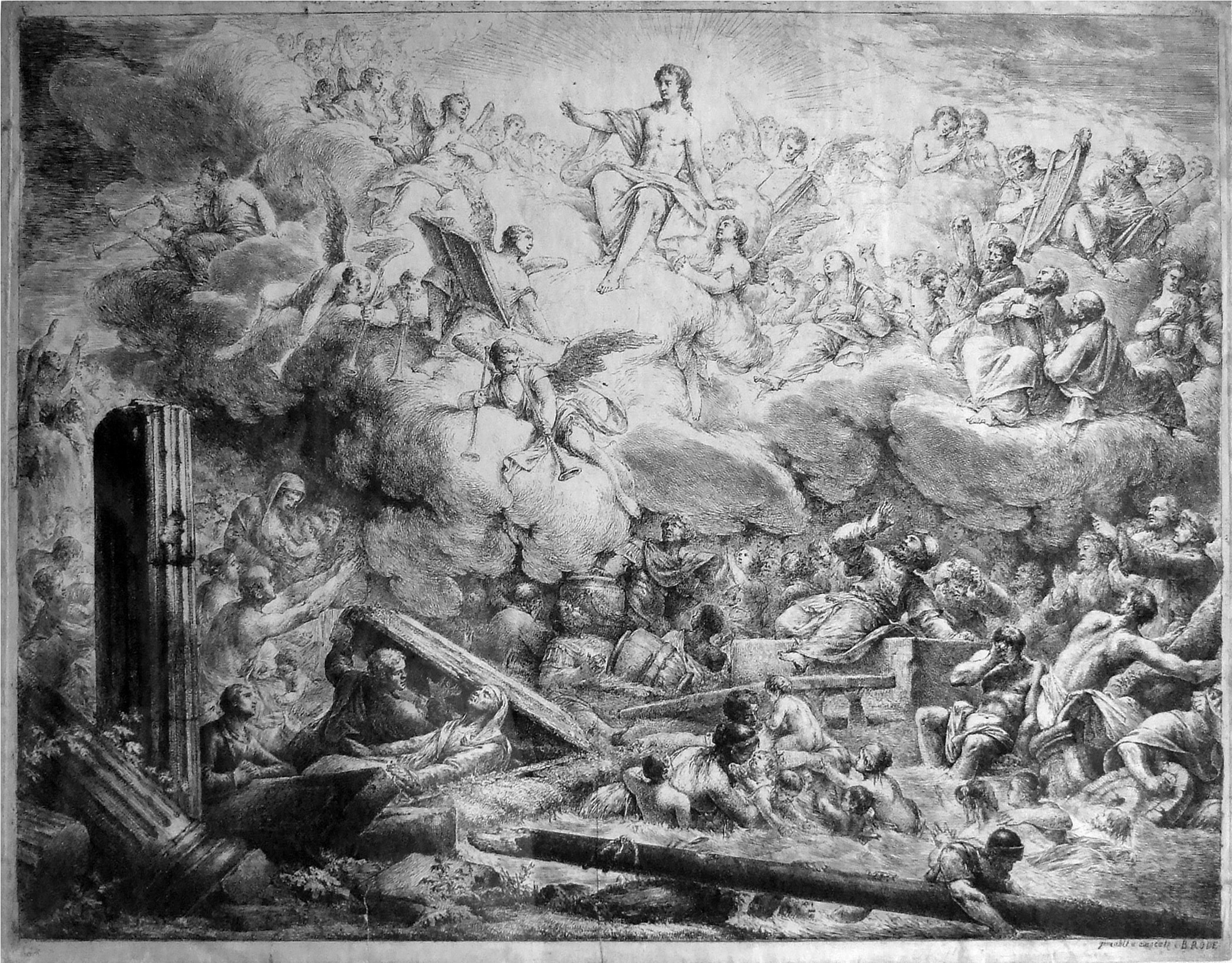
Die Auferstehung der Toten und das jüngste Gericht, 1767/79

Antikes
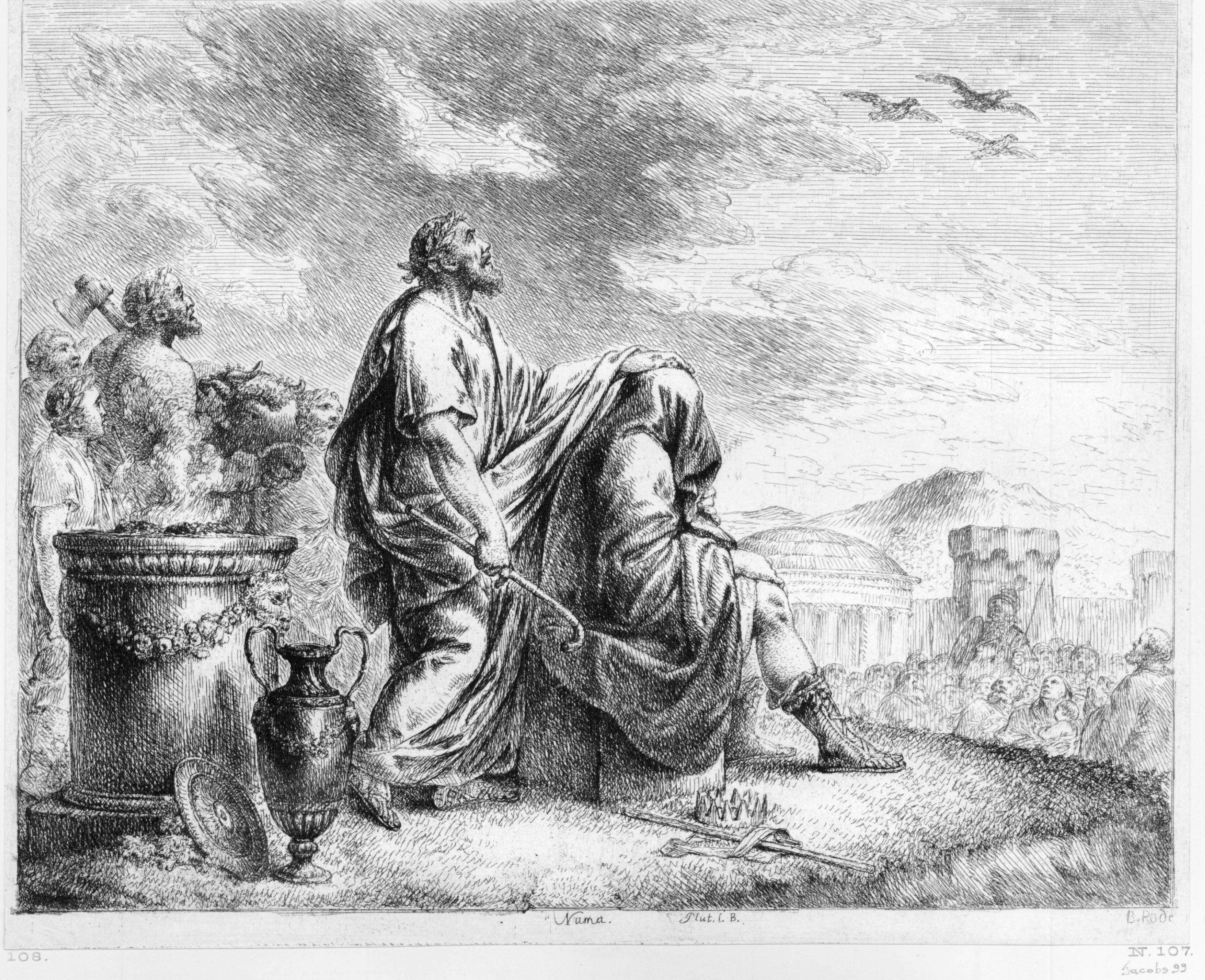
Ein Augur erklärt Numa Pompilius nach dem Orakel des Vogelfluges zum König, 1768/69
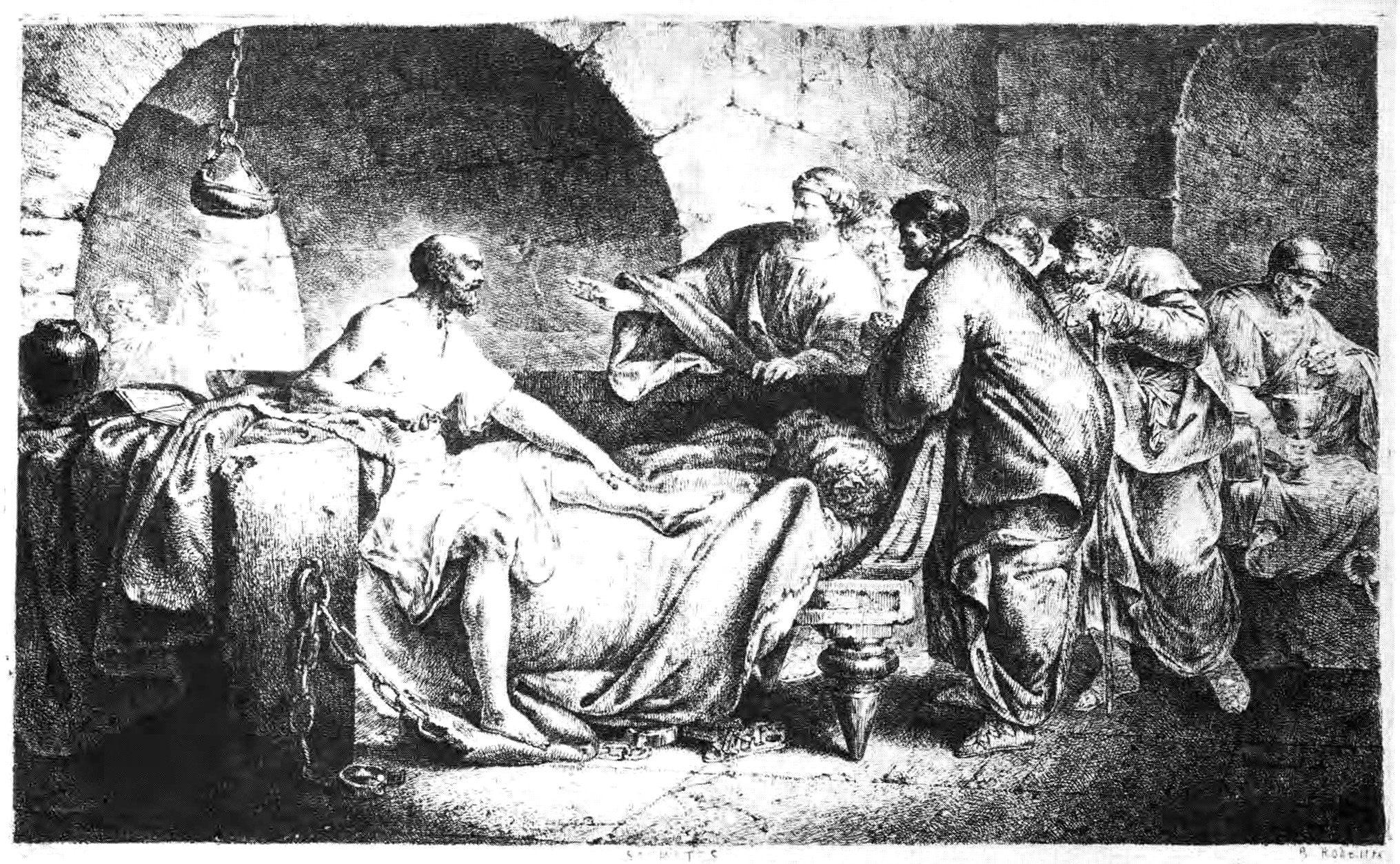
Sokrates vor dem Tod mit seinen Freunden in Unterredung, 1776
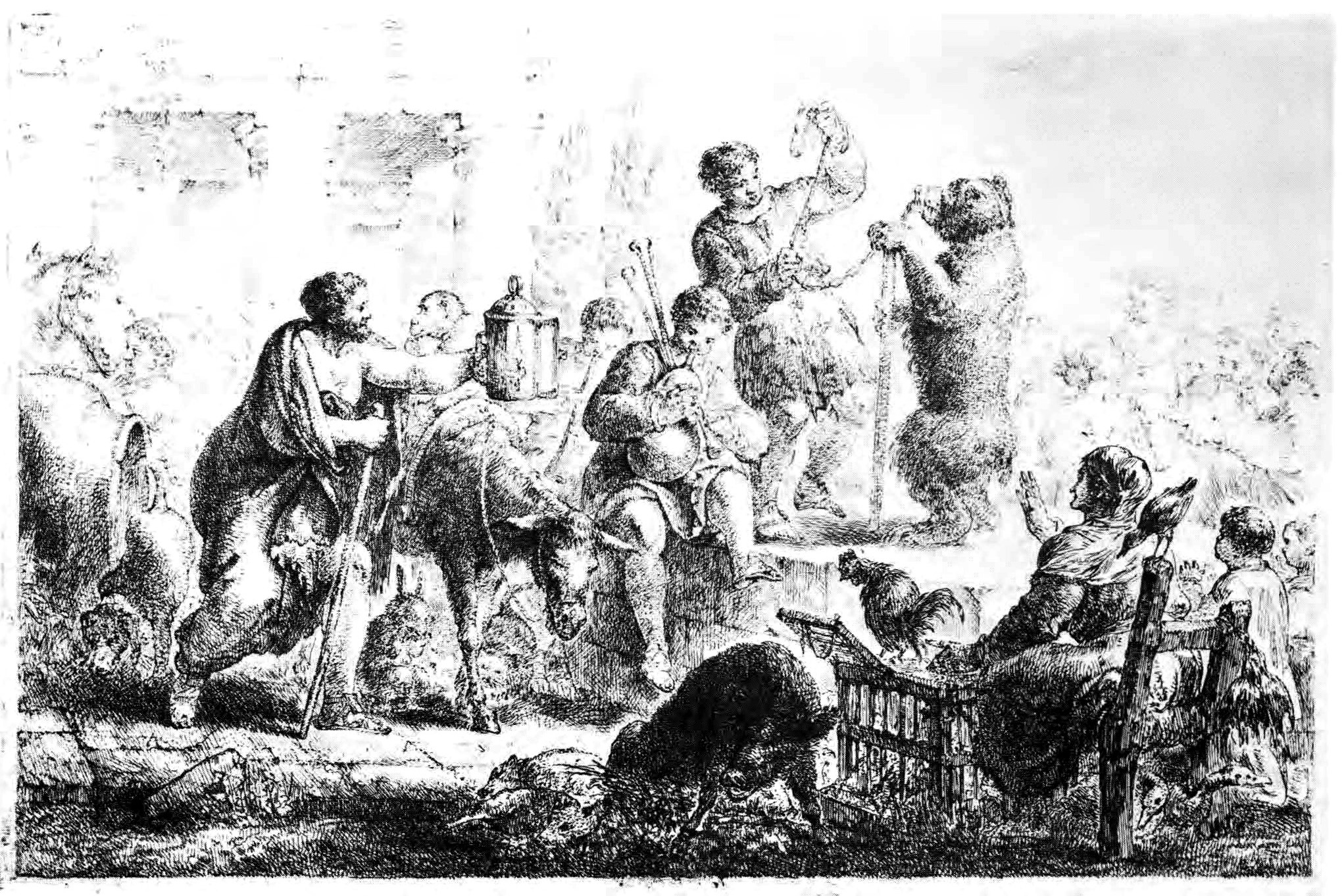
Diogenes mit der Laterne auf dem Markte, um 1775
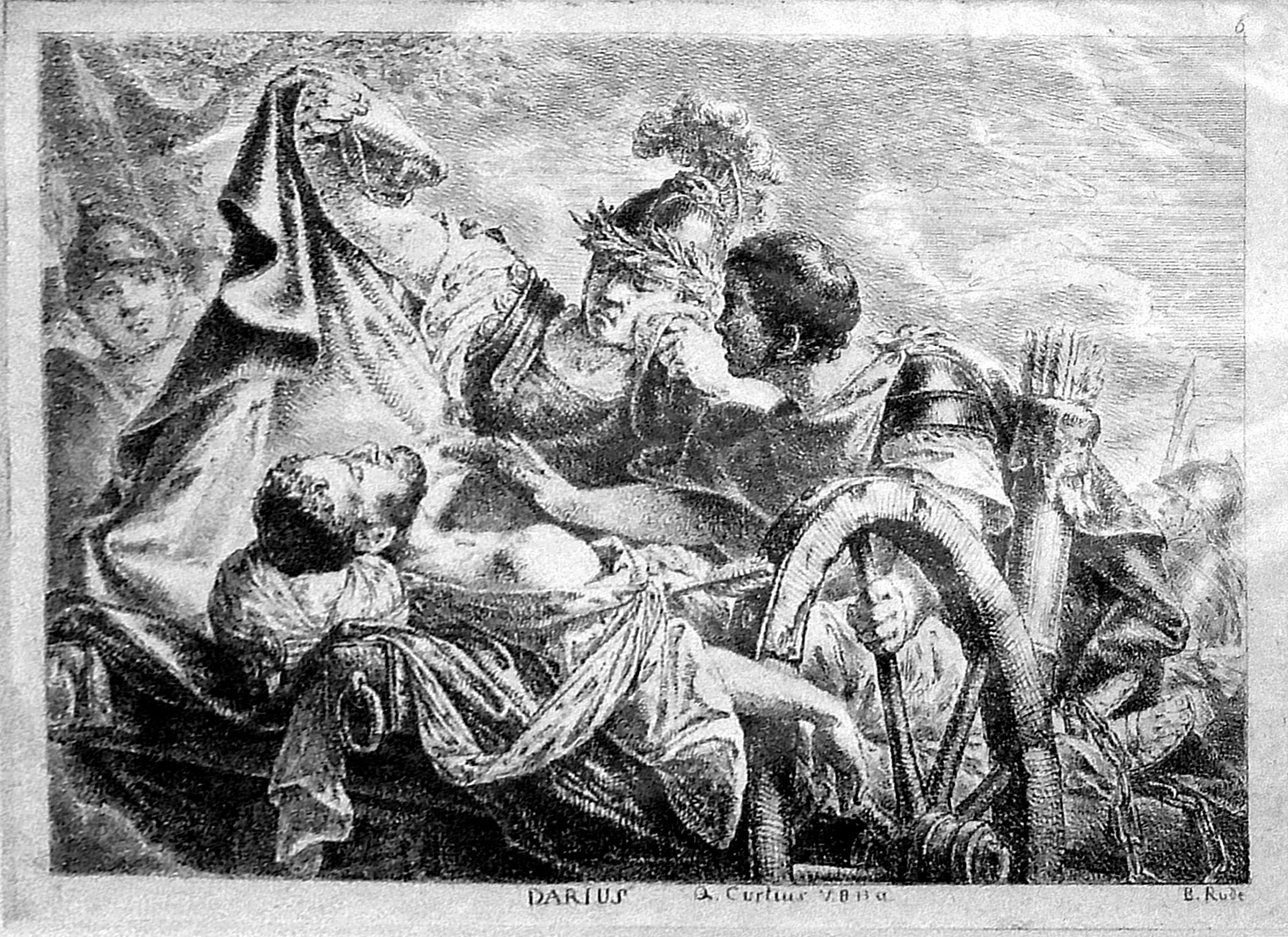
Den Leichnam des Darius bedeckt Alexander mit seinem Mantel, 1769/70
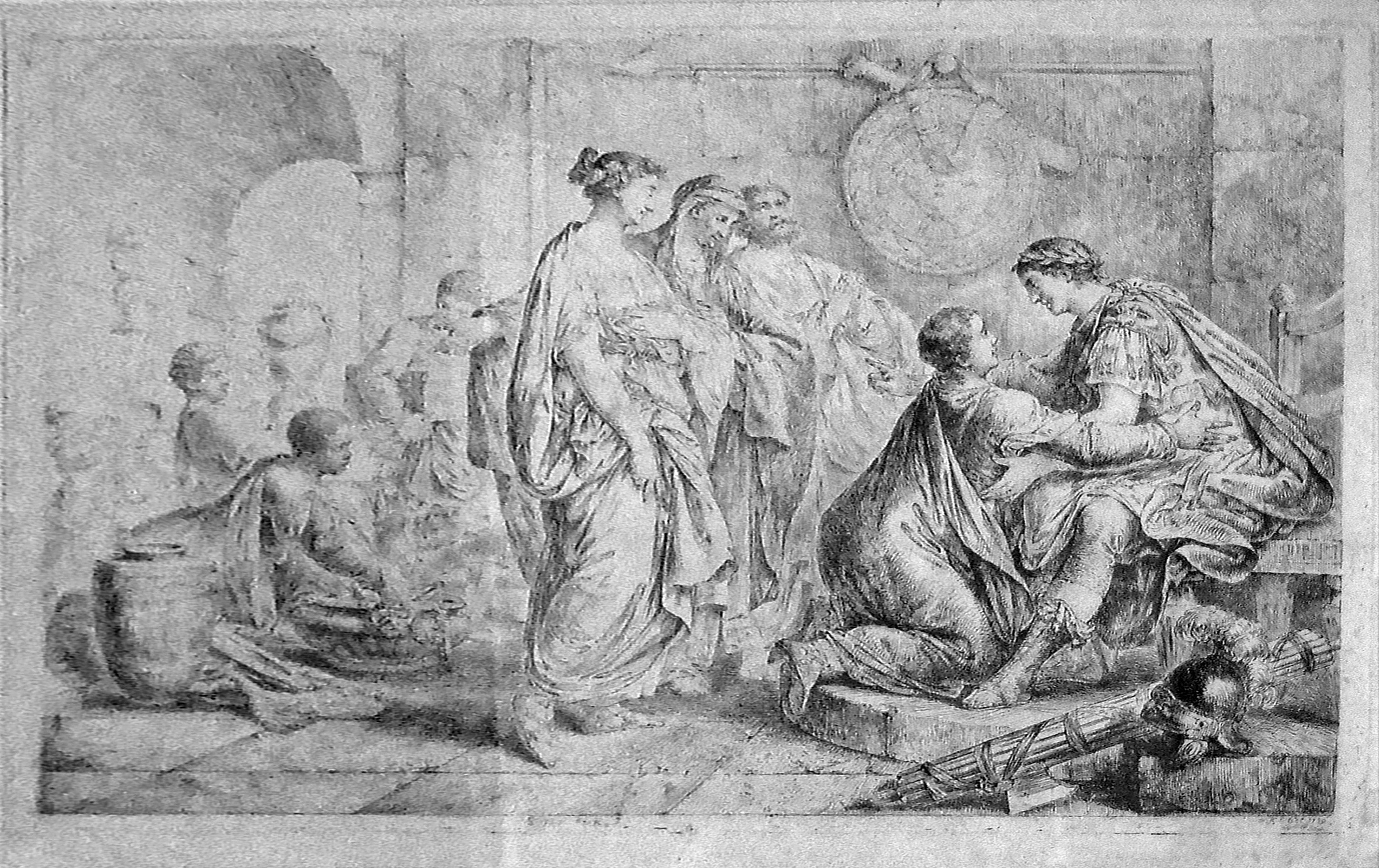
Die Großmut des Scipio Africanus, 1779
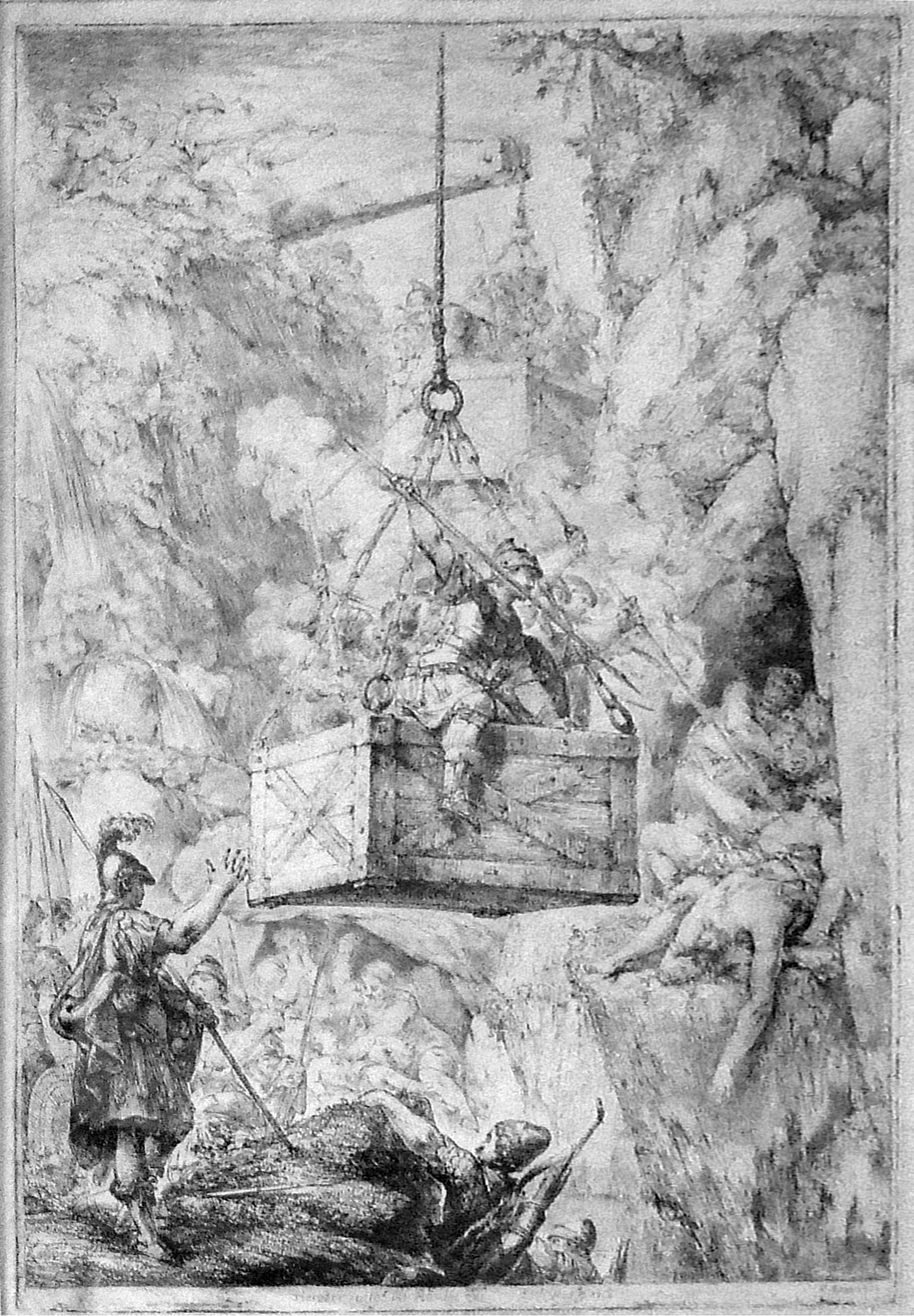
Herodes vernichtet eine Räuberbande, 1779

Mittelalterliches
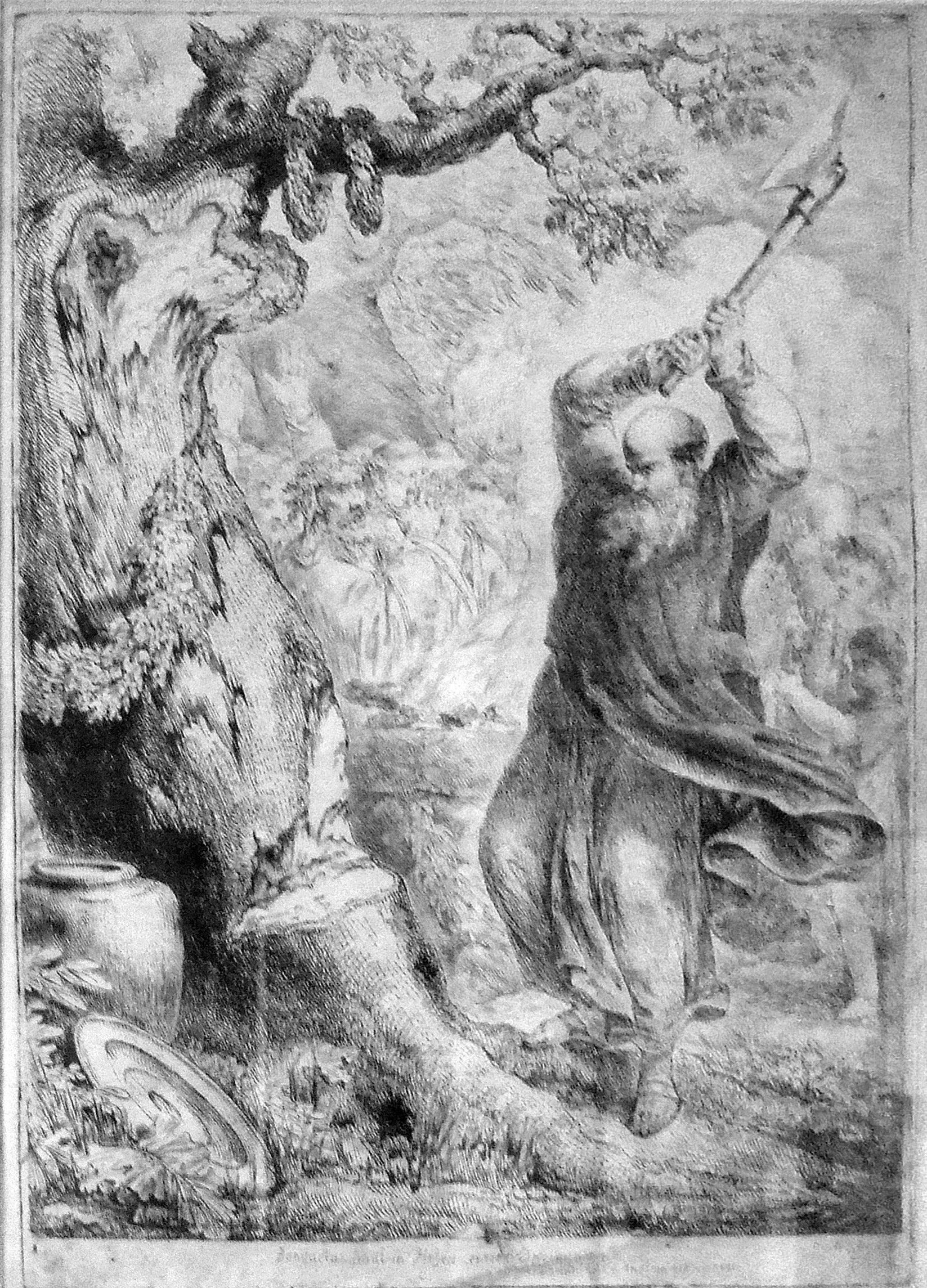
Bonifacius haut in Hessen einen Opferbaum um, 1781
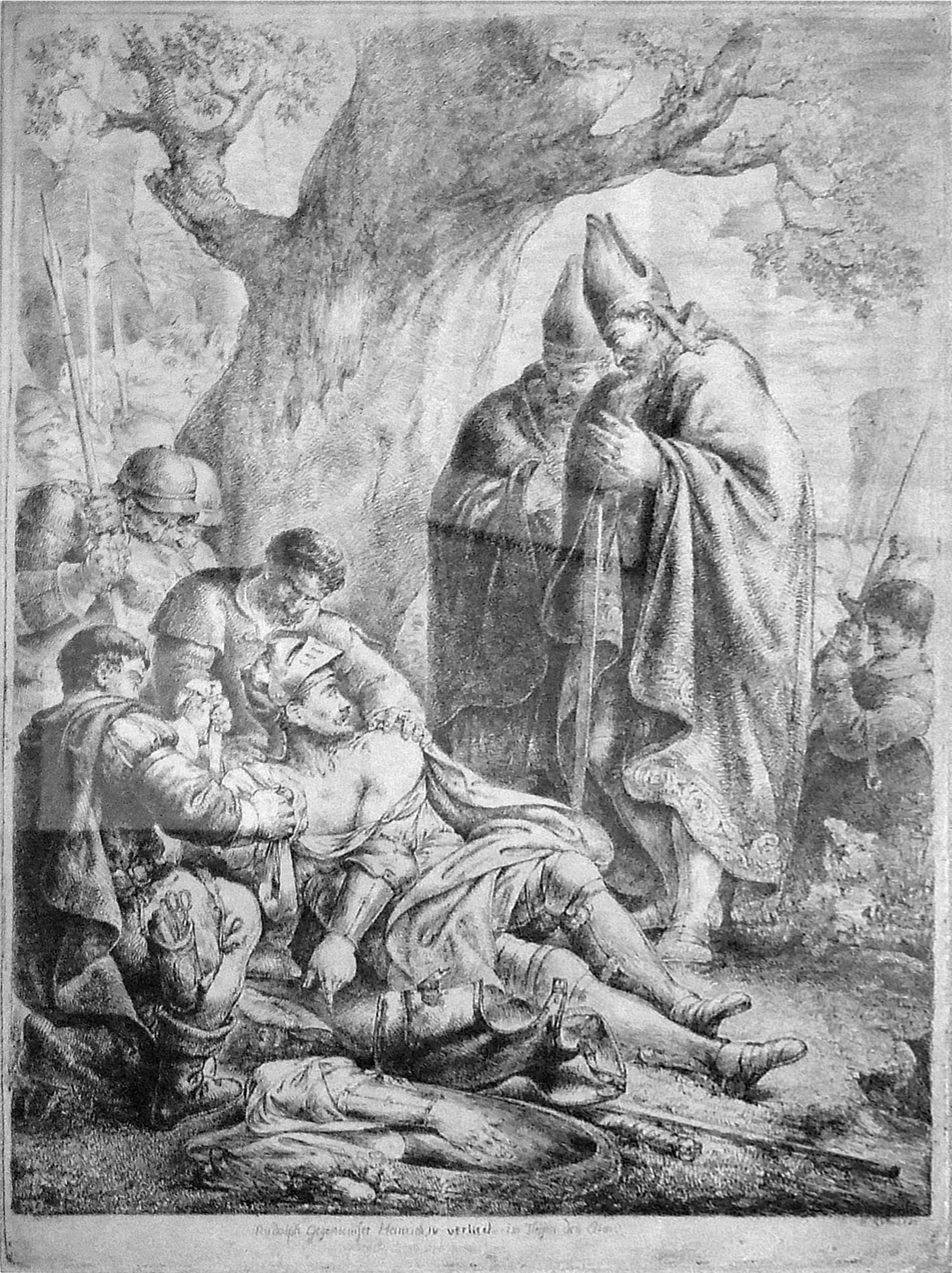
Rudolph, Gegenkaiser Heinrich IV. verliert im Treffen den Arm, 1781
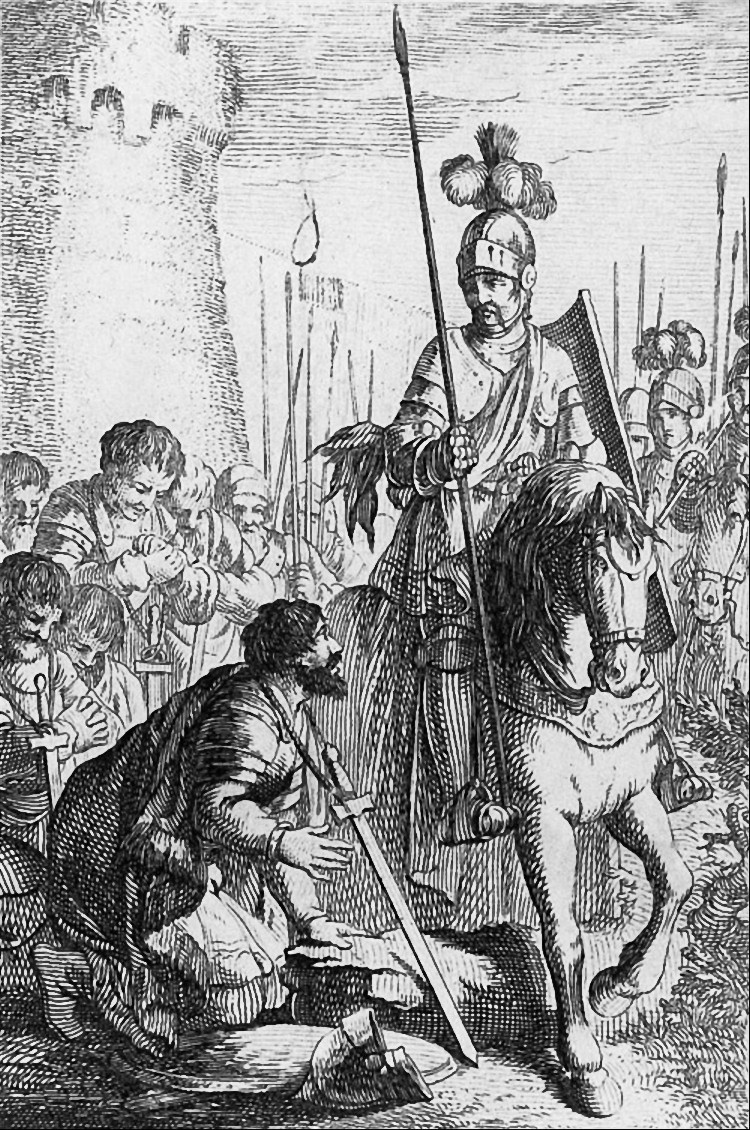
Heinrich der Löwe bezwingt die Wenden, 1781
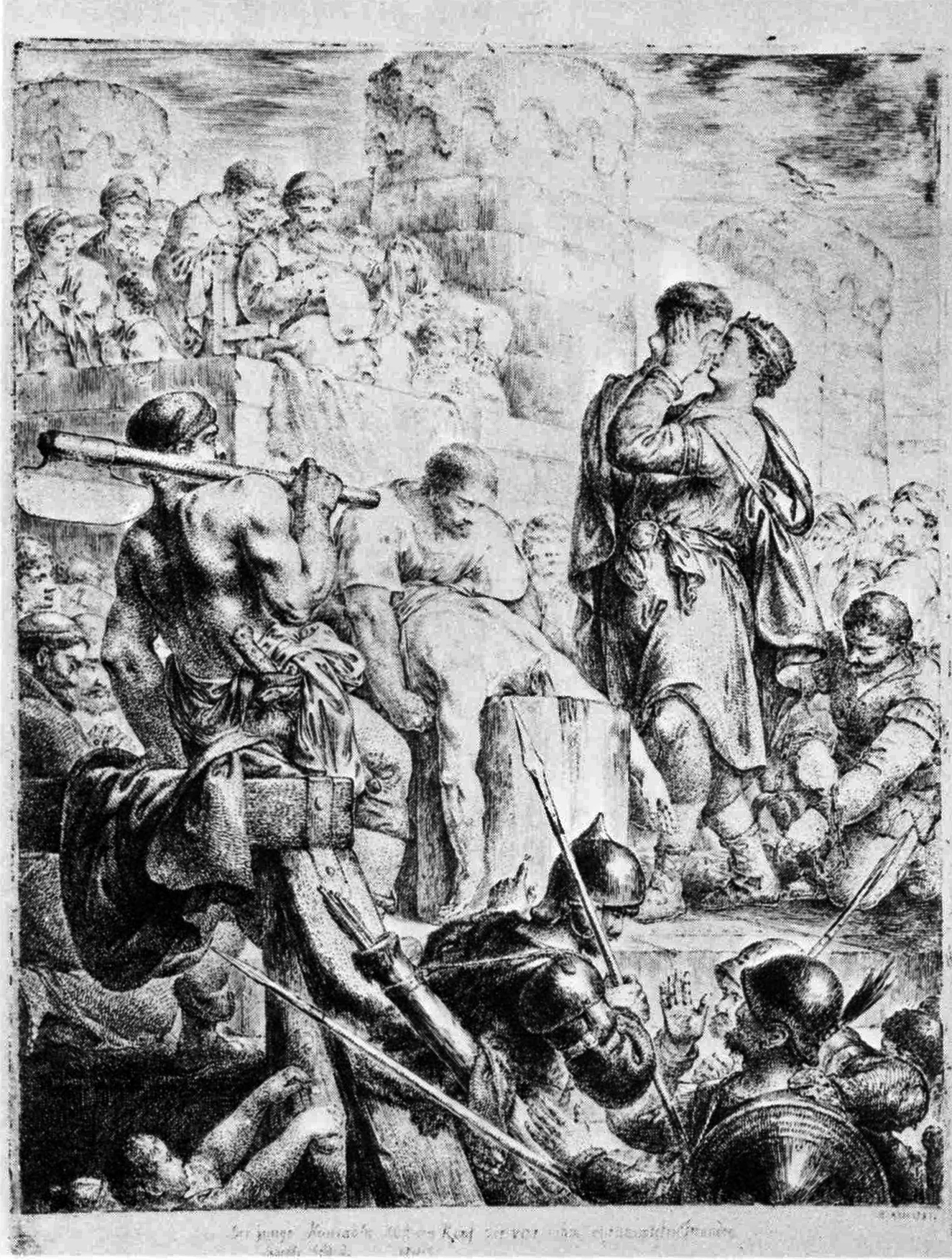
Der junge Konradin küsst den Kopf des vor ihm enthaupteten Freundes, 1781
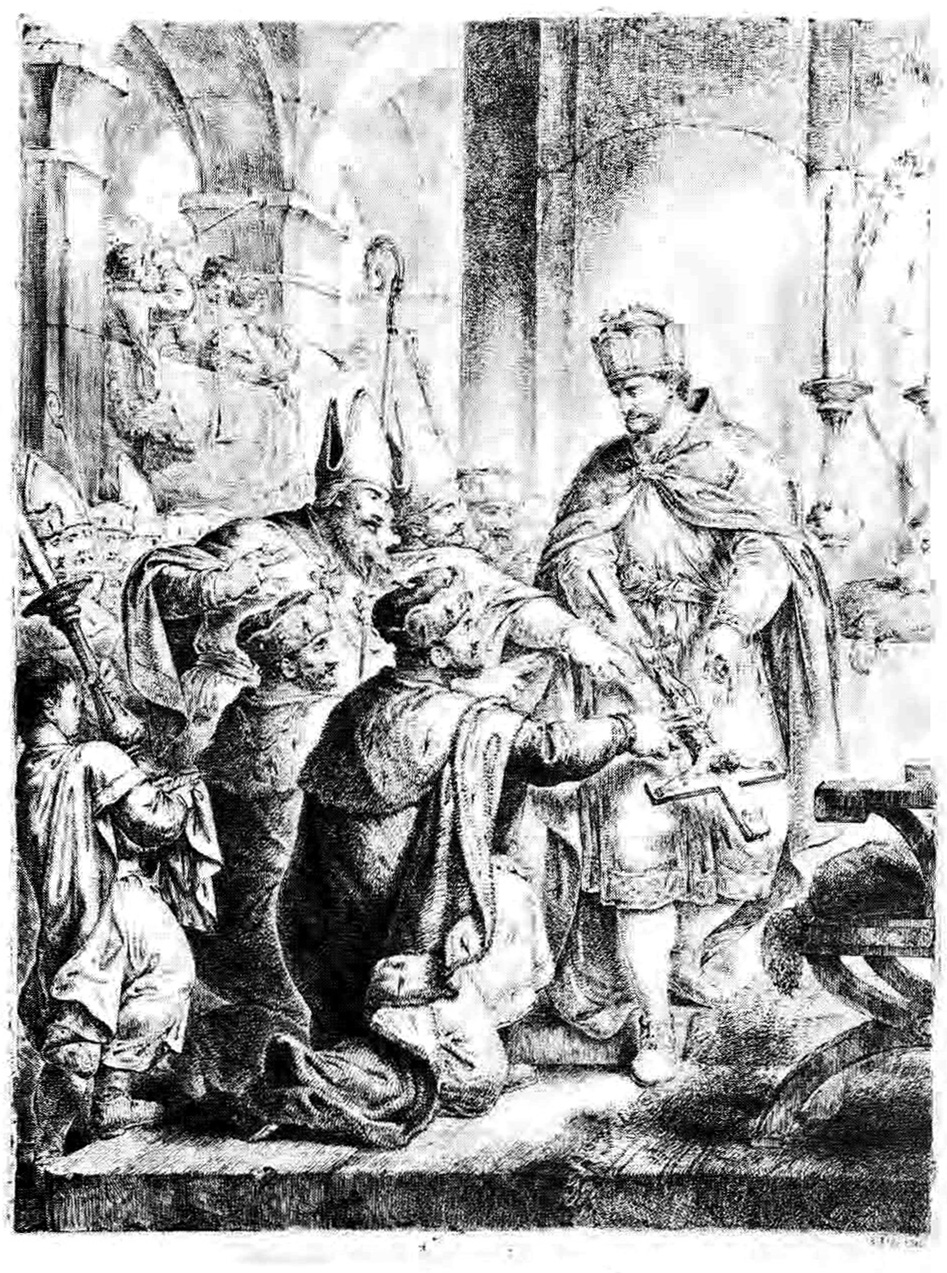
Rudolph nimmt statt des Zepters zum Huldigungseide das Crucifix, 1782
Johannes Hus auf dem Scheiterhaufen, um 1781

Brandenburgiana
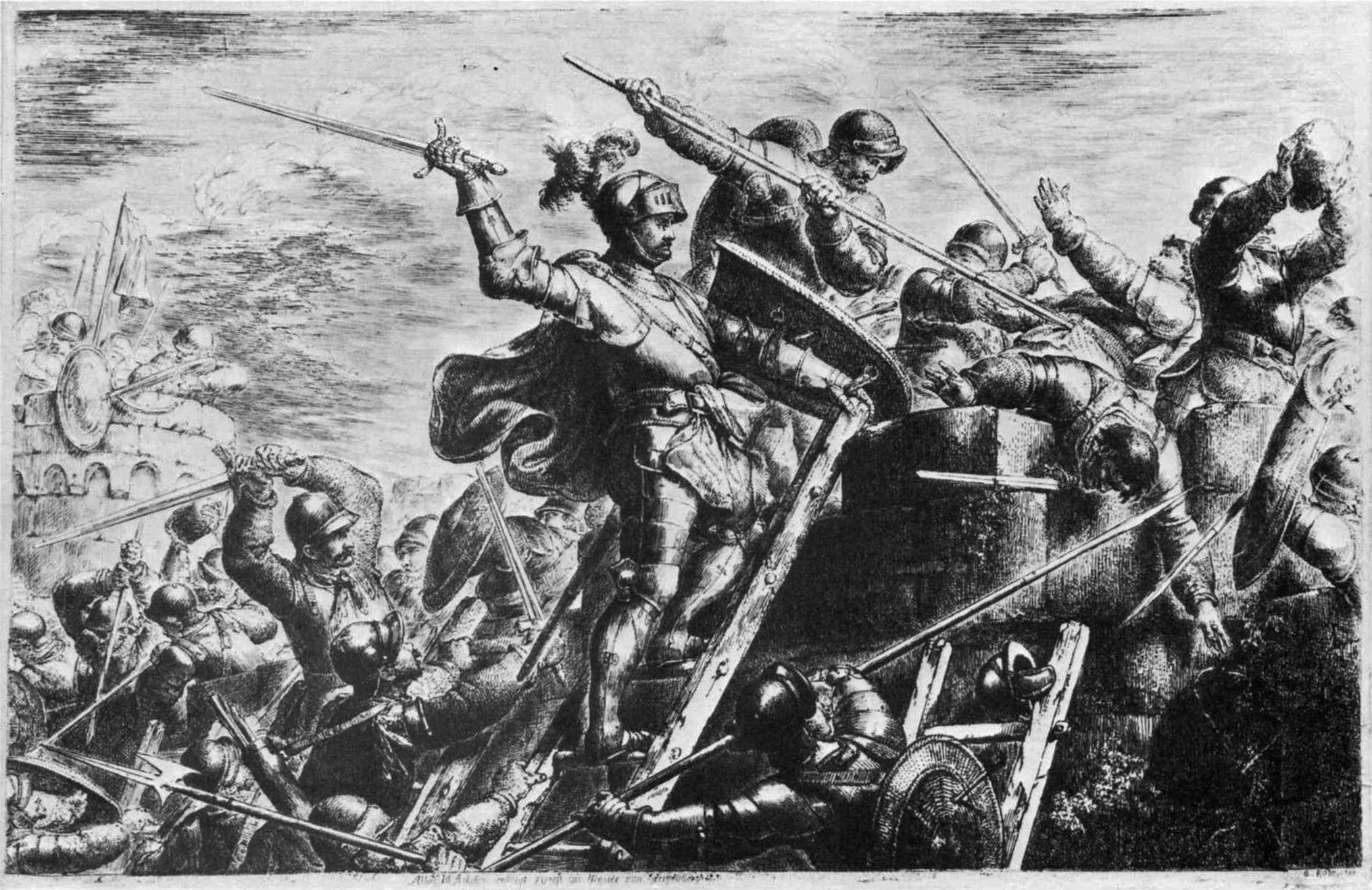
Albrecht Achilles ersteigt zuerst die Mauern von Greiffenberg, 1783
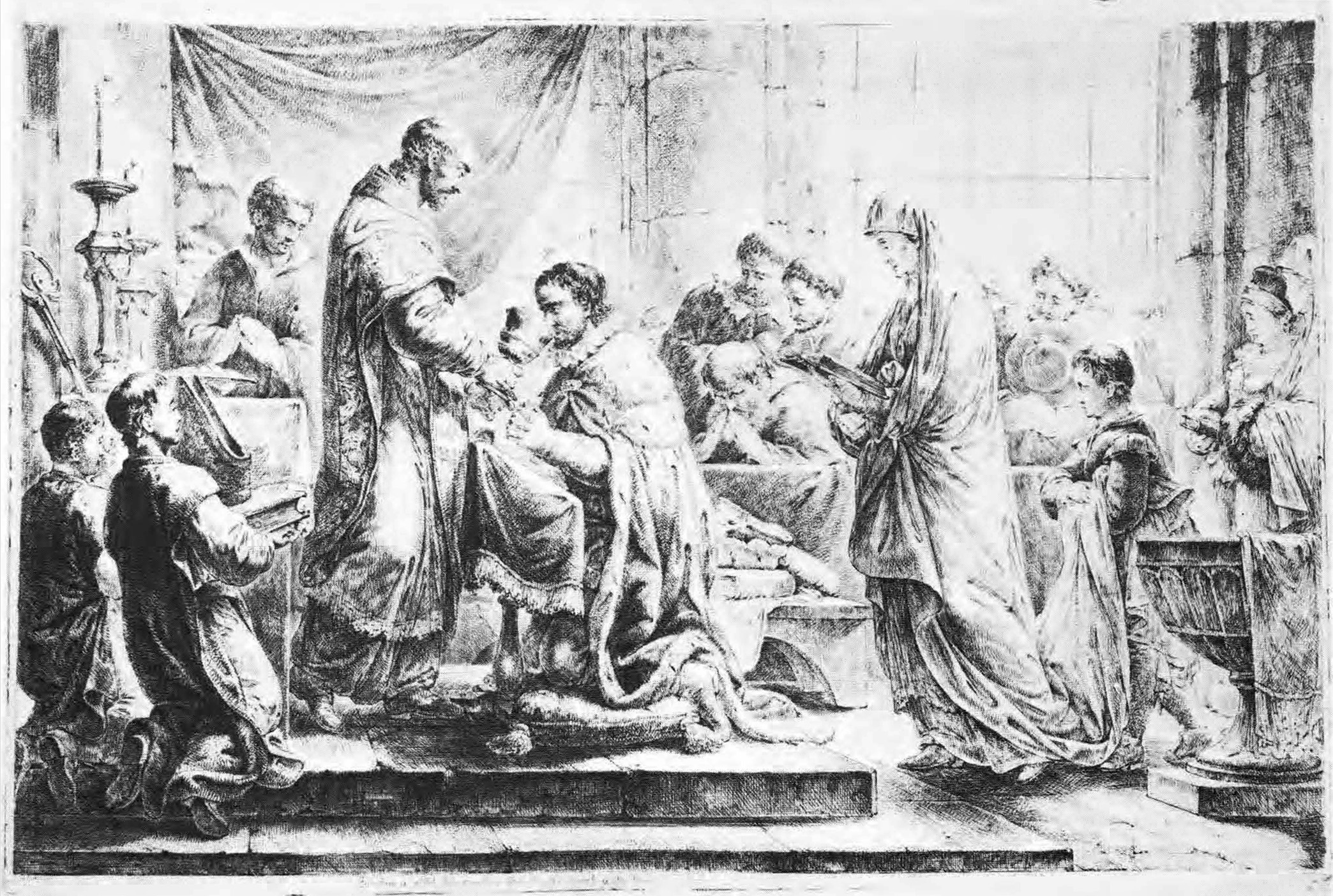
Joachim II. nimmt das Heilige Abendmahl in beiderlei Gestalt, 1783
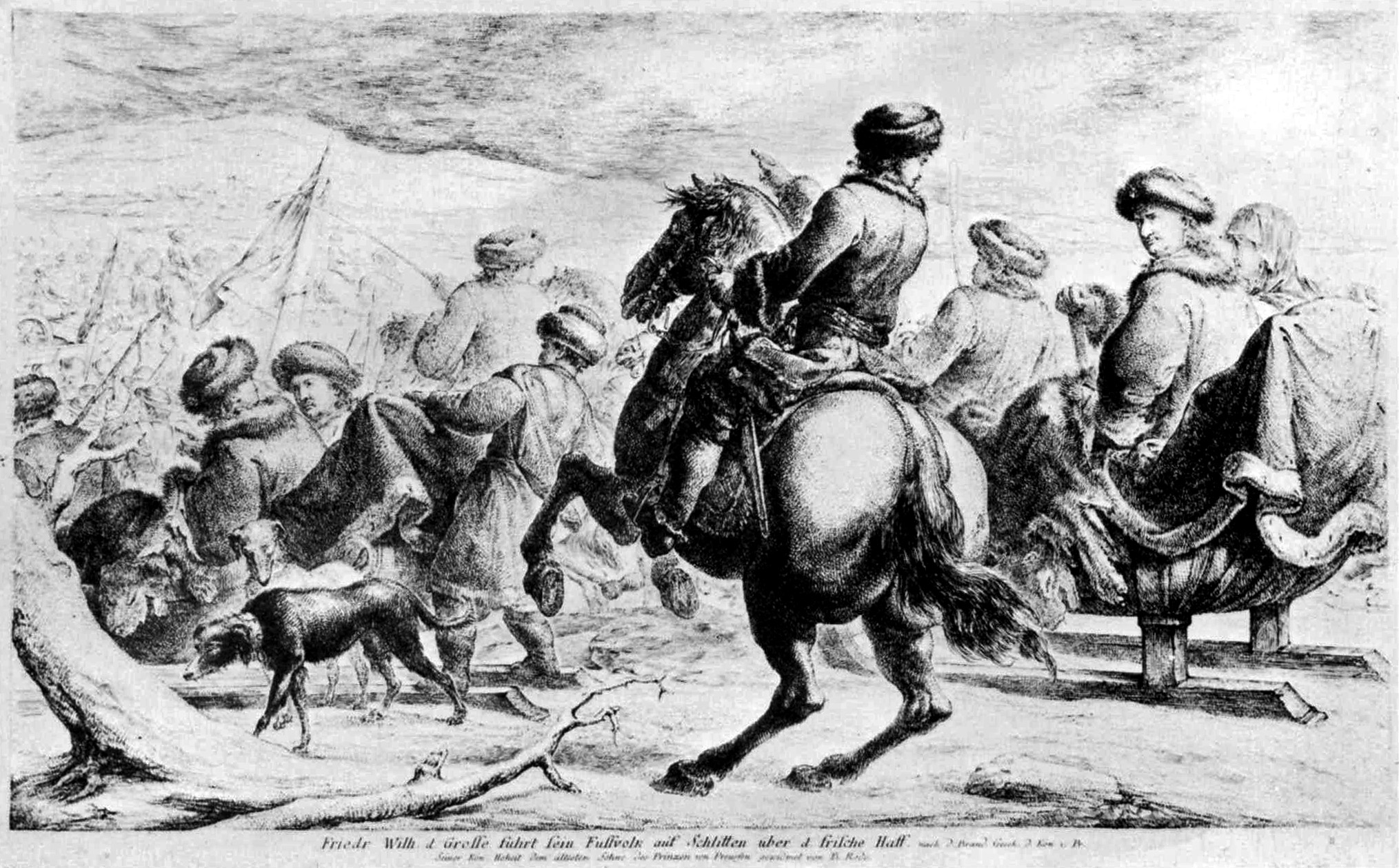
Friedrich Wilhelm der Große führt seine Fußvolk auf Schlitten über das Frische Haff, 1679, um 1783

Zeitgenossen
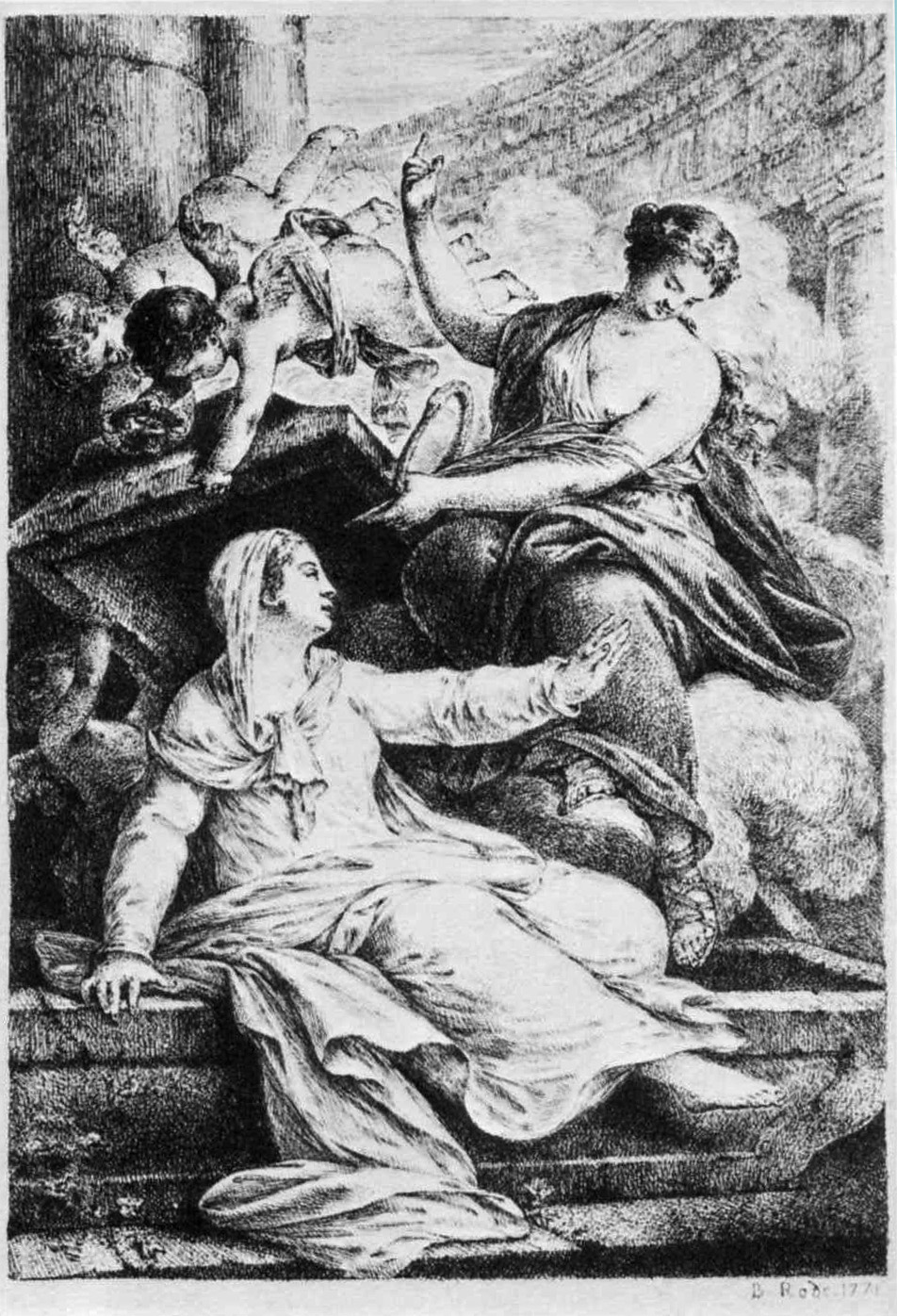
Eine Christin [Rodes Mutter] erhebt sich aus dem von Engeln geöffneten Sarge, 1771
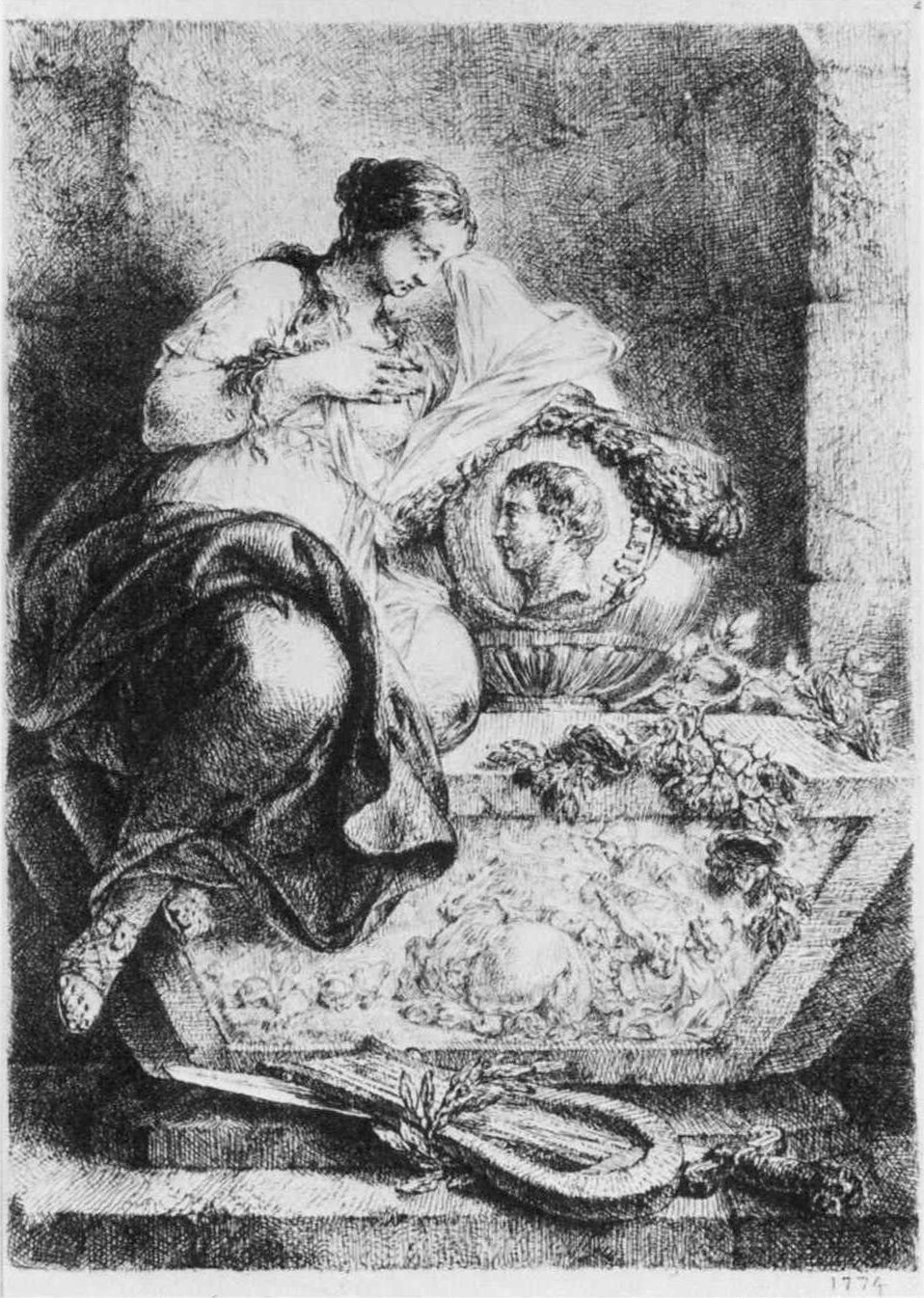
Kleist, Medaillon auf dem Sarkophage, von der Göttin der Freundschaft gekrönt, 1774
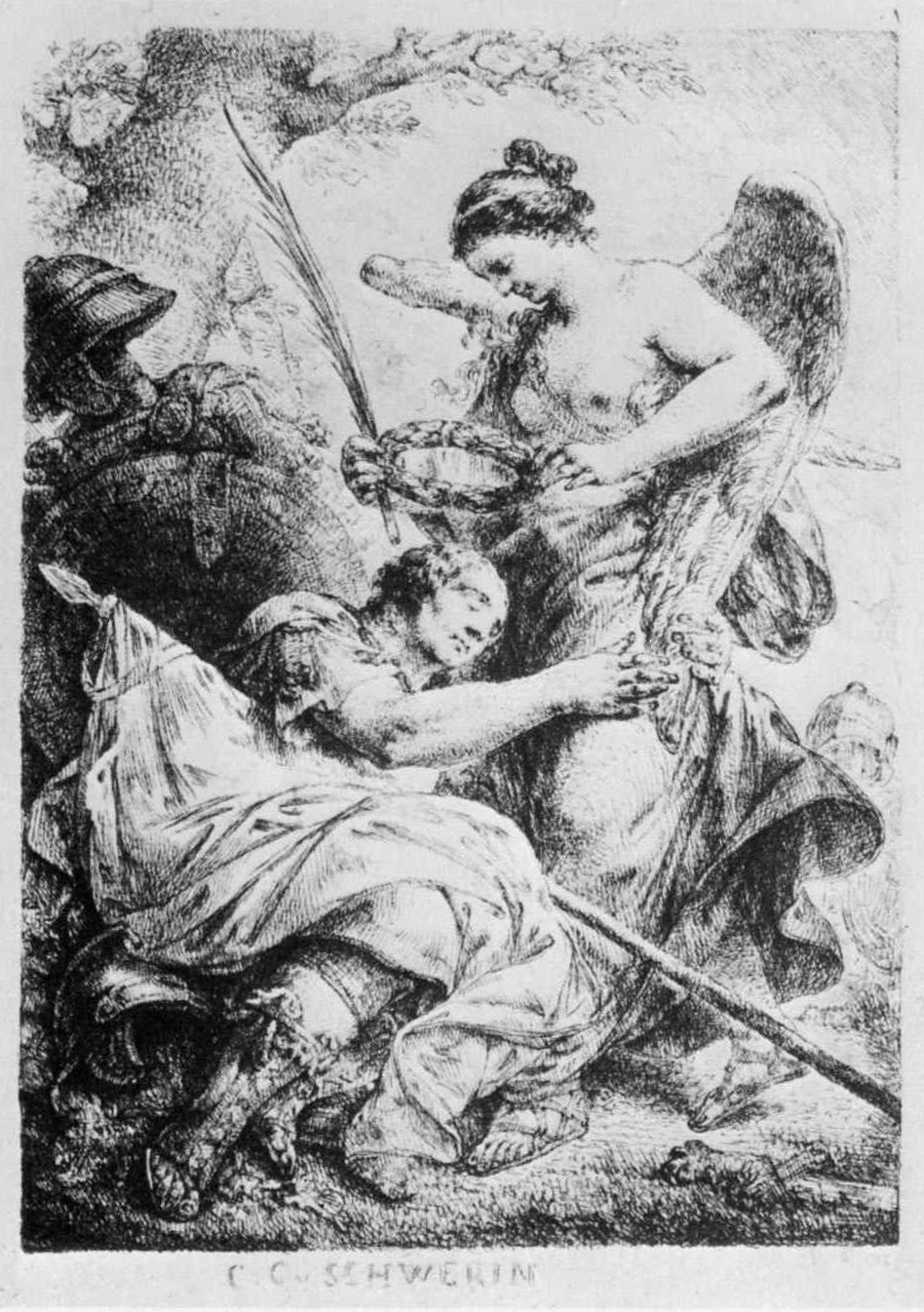
Schwerin, fallend den Sieg umarmend, um 1777
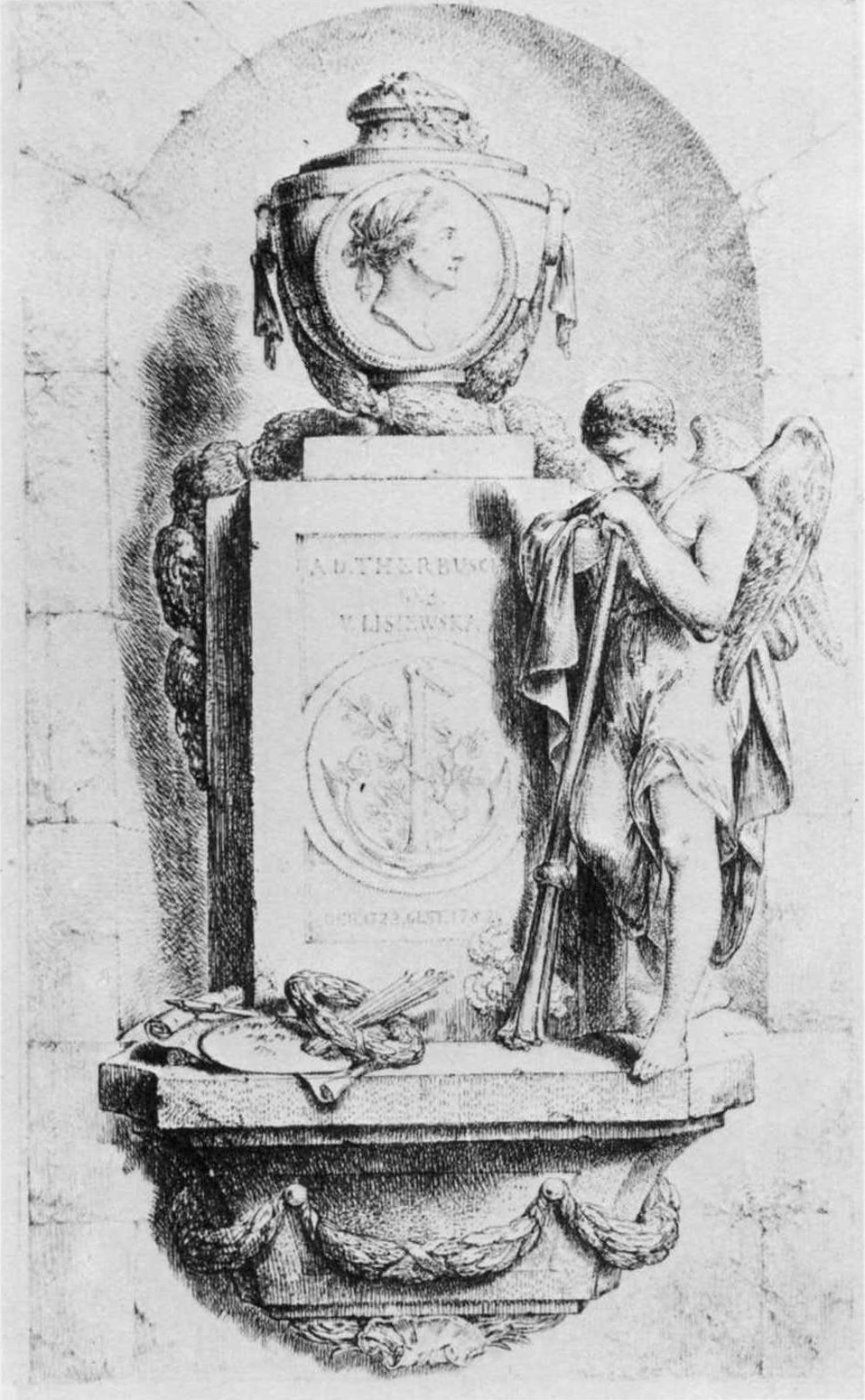
A. D. Therbusch geb. v. Lisiewska, geb. 1722, gest. 1782, um 1782
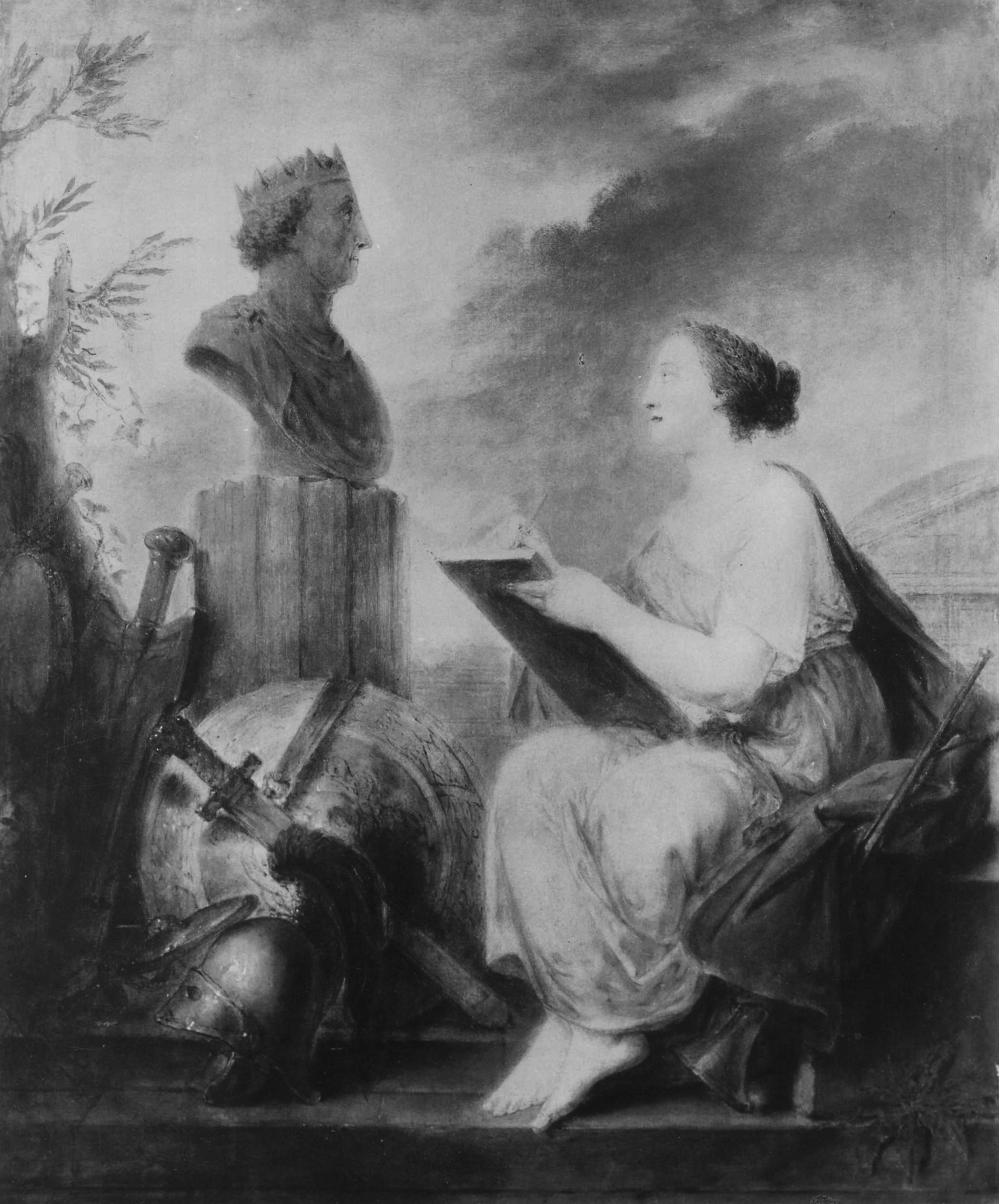
Klio, 1792 – verschollen